# Key West

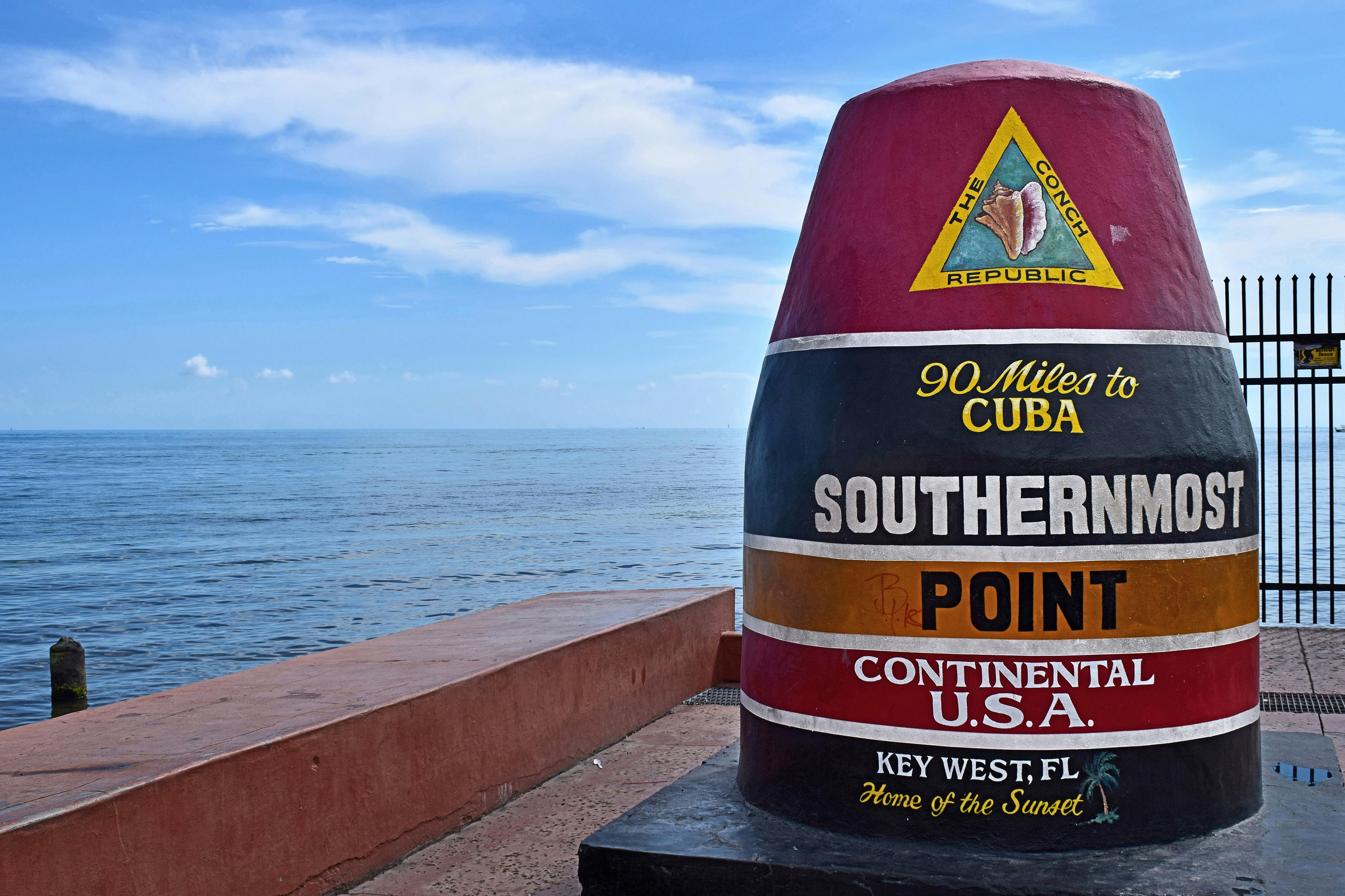
Najbardziej wysunięty na południe punkt Stanów Zjednoczonych

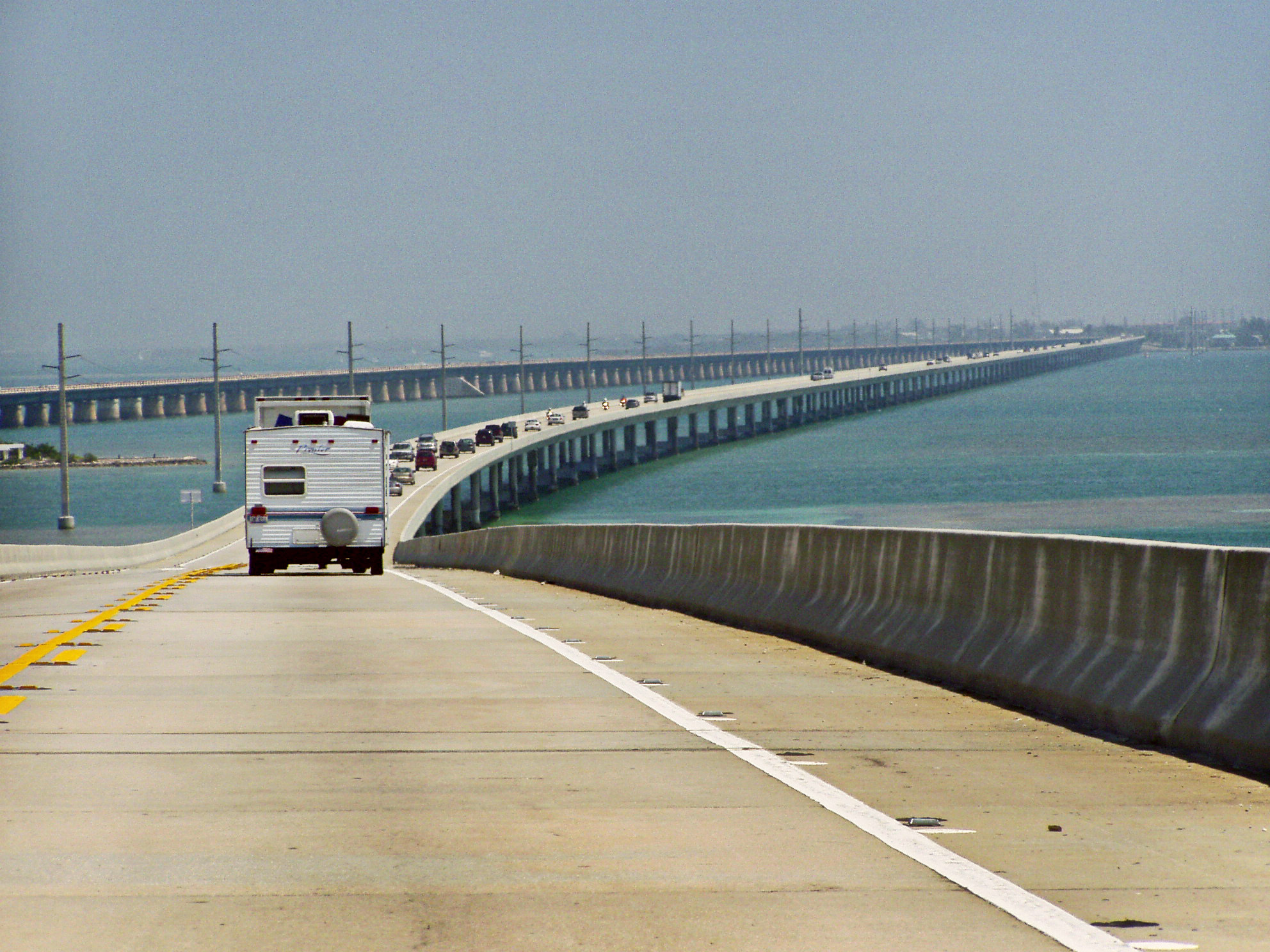
Seven Miles Bridge

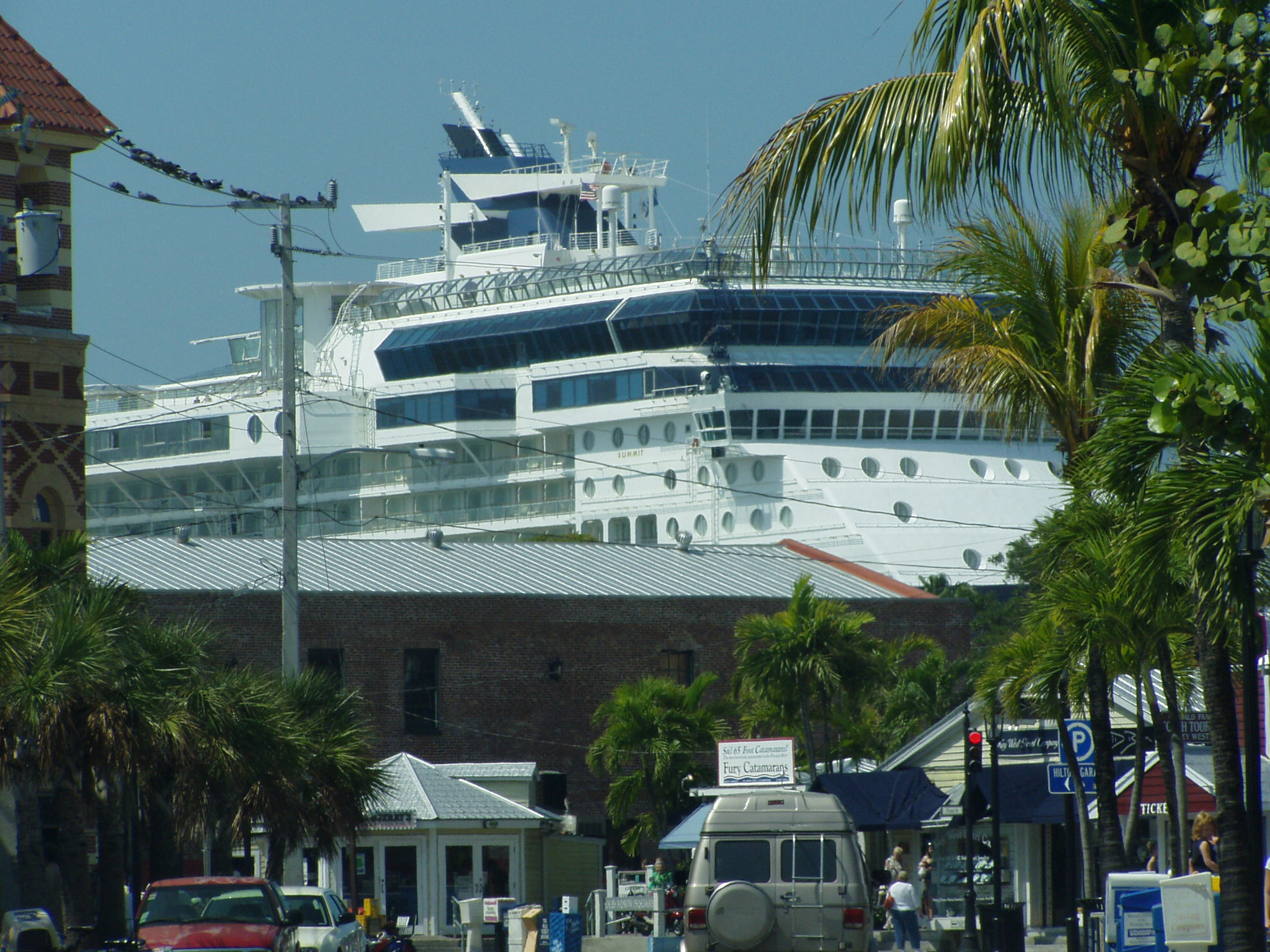
Statek wycieczkowy przy Mallory Sqr w Key West

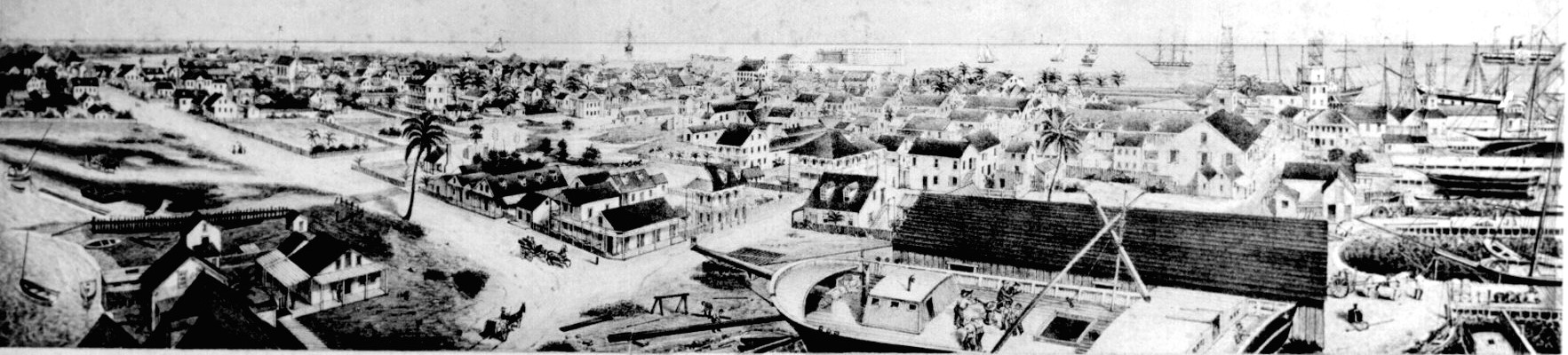
Key West w 1856 roku

Key West – miasto w Stanach Zjednoczonych, w archipelagu Florida Keys, port turystyczny nad Cieśniną Florydzką o największej głębokości pomiędzy Nowym Orleanem i Norfolkiem. Znajduje się na wyspie Key West, północnej części Stock Island, Dredgers Key (znanej jako Sigsbee Park), Fleming Key i Tank Island (znanej jako Sunset Key). Na terenie wysp Sigsbee Park i Fleming Key znajduje się baza wojskowa Naval Air Station Key West – z tego powodu wyspy te są niedostępne dla turystów. Siedziba hrabstwa Monroe. Około 24,5 tys. mieszkańców. Stolica historycznego Conch Republic. Znajdują się tu południowe krańce magistral U.S. Route 1, Florida State Road A1A, ścieżki East Coast Greenway i nieistniejącej od 1935 roku linii kolejowej Florida East Coast Railway.
Uznawane za najbardziej wysunięty na południe punkt kontynentalnych Stanów Zjednoczonych, 171 km na północ od Hawany i 208 km (260 km samochodem) na południowy zachód od Miami. Najmniejsza odległość od lądu Kuby wynosi 151 km. Znajduje się tu Port lotniczy Key West. Wielkość wyspy, to 6,4 km długości i 3,2 km maksymalnej szerokości. Jako część Florida Keys, oddziela Ocean Atlantycki od Zatoki Meksykańskiej.
Niemal corocznie – w okresie od czerwca do października – nawiedzane przez huragany. Duża liczba hoteli i pensjonatów. Obok wysp hawajskich jedna z najbardziej znanych wysp turystyczno-wypoczynkowych w Stanach Zjednoczonych. Key West stanowi też historyczną bazę Marynarki Wojennej Stanów Zjednoczonych – obecnie straży przybrzeżnej Stanów Zjednoczonych oraz najdalej na południe wysuniętą bazę wojskowego lotnictwa morskiego na terytorium Stanów Zjednoczonych – Naval Air Station Key West. Naval Air Station Key West jest ważnym miejscem szkolenia lotnictwa marynarki wojennej ze względu na odpowiadające warunki pogodowe. Średnia temp. roczna na Key West wynosi 26 stopni Celsjusza, i nigdy nie notuje się wartości poniżej zera. W mieście znajduje się Harry S. Truman Little White House, zimowa rezydencja Harry’ego Trumana, byłego prezydenta Stanów Zjednoczonych. W centralnej dzielnicy miasta, w północno-zachodniej części wyspy, ciągnie się najważniejsza ulica miasta – Duval Street.
Według legendy, na wyspie ciąży indiańska klątwa, zgodnie z którą, kto raz znajdzie się na wyspie, do końca życia będzie chciał na nią powrócić.

## Historia

### Key West przed i w trakcie kolonizacji
W czasach prekolumbijskich wyspa Key West była zamieszkana przez Indian Calusa. Wyspa została odkryta w 1521 roku przez Ponce de Leon. Po przyłączeniu Florydy do Nowej Hiszpanii, na wyspie wybudowano małą wioskę rybacko-ratowniczą z małym garnizonem.

### Cayo Hueso
Wyspa pierwotnie znana była jako Cayo Hueso (Wyspa Kości), co do dziś znajduje odbicie w stosowanej niekiedy nazwie „Bone Island”, z powodu znalezionych na niej kości pochodzących od ciał umarłych Indian, którzy kiedyś byli chowani na cmentarzu znajdującym się na tej wyspie. W krajach hiszpańskojęzycznych do dziś używana jest nazwa Cayo_Hueso (dosł. hiszp. „niska wyspa” lub „rafa koralowa”). Wyspa Key West była najdalej wysuniętą na zachód wyspą należącą do archipelagu Florida Keys, która posiadała dostęp do wody pitnej.
Dużo przedsiębiorstw znajdujących się na wyspie zawiera w swojej nazwie hiszpańskojęzyczną nazwę wyspy – są to m.in. Casa Cayo Hueso, Cayo Hueso Consultants, Cayo Hueso y Habana Historeum itp.
Hiszpanie i Rdzenni Amerykanie, którzy zamieszkiwali wyspę Key West, po przejęciu Florydy przez Wielką Brytanię w 1763 wyprowadzili się do Hawany. Hiszpania odzyskała kontrolę nad Florydą 20 lat później. Skutkiem tego było zamieszkanie wyspy przez rybaków z Kuby i Wielkiej Brytanii, którzy przeprowadzili się na wyspę po uzyskaniu niepodległości przez Stany Zjednoczone. Choć wyspa terytorialnie należała do Hiszpanii, to w rzeczywistości żaden naród przez pewien czas nie sprawował nad nią kontroli.

### Odkupienie wyspy
W 1815 roku gubernator Kuby przekazał wyspę oficerowi Armada Española, Juanowi Pablo Salasowi, odbywającemu służbę w Saint Augustine. Po odzyskaniu kontroli nad Florydą przez Stany Zjednoczone w 1821 roku, Salas sprzedał Key West generałowi Johnowi Geddesowi za 575 dolarów; następnie sprzedał ją biznesmenowi Johnowi Simontonowi 19 stycznia 1822, podczas spotkania w kawiarence w Hawanie za sumę 2 tys. dolarów. Geddes bezskutecznie próbował zachować część swoich praw do posiadania części wyspy ze względu na Simontona, który z pomocą swoich przyjaciół w Waszyngtonie był w stanie przejąć wszystkie prawa do posiadania wyspy. Simonton był właścicielem wielu przedsiębiorstw w Mobile w Alabamie. Zakupił wyspę ze względu na swojego przyjaciela, Johna Whiteheada, który zwracał dużą uwagę na jej strategiczne położenie – uważał, że Key West jest idealnym miejscem do wybudowania przystani. John Whitehead został osierocony po katastrofie morskiej, jaka zdarzyła się w pobliżu Key West w 1819. Wyspa została nazwana Gibraltarem Zachodu ze względu na jej strategiczne położenie w pobliżu Cieśniny Florydzkiej, przy ok. 140-kilometrowym szlaku morskim łączącym Ocean Atlantycki z Zatoką Meksykańską.

### Matthew C. Perry i przemianowanie na Thompson’s Island
25 marca 1822 komodor Matthew C. Perry odbył wyprawę szkunerem Shark do Key West w celu posadzenia tu flagi Stanów Zjednoczonych, co miało być znakiem przyłączenia archipelagu Florida Keys do Stanów Zjednoczonych.
Po przyłączeniu Florida Keys do Stanów Zjednoczonych, nazwę wyspy zmieniono z Cayo Hueso na Thompson’s Island, na cześć sekretarza Marynarki Wojennej Stanów Zjednoczonych – Smitha Thompsona, natomiast tutejszy port został nazwany Port Rodgers na cześć bohatera wojny brytyjsko-amerykańskiej i oficera marynarki służącego w United States Navy, Johna Rodgersa. Tego samego roku na wyspie rozpoczęło się stałe osadnictwo. W 1823 roku komodor David Porter z United States Navy objął dyktatorską władzę (według niektórych źródeł – przekraczając swoje uprawnienia) nad Key West. Porter został zobowiązany przez United States Navy do zaprzestania aktów piractwa na terenie Key West.

### Pierwsi założyciele
Wkrótce po wykupieniu wyspy Key West od Juana Pablo Salasa, John Simonton podzielił ją na trzy działki, które następnie sprzedał:
- Johnowi Mountainowi i amerykańskiemu konsulowi Johnowi Warnerowi – odsprzedali swoją działkę Pardonowi C. Greenowi, który zamieszkał tu na stałe
- Johnowi Whiteheadowi, przyjacielowi Johna Simontona, który poradził mu, aby zakupić wyspę Key West
- Johnowi W.C. Fleemingowi (obecnie jego nazwisko jest zapisywane jako Fleming).

John Simonton mieszkał zimą w Key West, natomiast lato spędzał w Waszyngtonie, gdzie lobbował w celu rozwoju wyspy i utworzeniu na niej bazy marynarki wojennej. Zmarł w 1854 roku.
Pardon C. Greene jest jedynym spośród czterech „ojców założycieli” Key West, który osiedlił się na stałe na wyspie. Był szefem przedsiębiorstwa P.C. Greene and Company. Był członkiem tutejszej rady miasta; przez pewien czas był burmistrzem Key West. Zmarł w 1838 roku w wieku 57 lat.
John Whitehead mieszkał w Key West przez zaledwie osiem lat. W latach 1824–1827 był partnerem spółki P.C. Greene and Company. Przez całe życie był kawalerem. Opuścił wyspę w 1832 roku. Wrócił na nią tylko raz, w czasie wojny secesyjnej w 1861 roku. Zmarł w 1862 roku.
John W.C. Fleeming z pochodzenia był Anglikiem, pracował jako handlarz w mieście Mobile w stanie Alabama, gdzie zaprzyjaźnił się z Johnem Simontonem. Fleeming spędził kilka miesięcy w Key West w 1822 roku, a następnie wyjechał do Massachusetts, gdzie ożenił się. Wrócił do Key West w 1832 roku z zamiarem rozwoju produkcji soli na wyspie, ale zmarł w tym samym roku w wieku 51 lat.
Nazwiska czterech „ojców założycieli” współczesnego Key West zostały umieszczone w nazwach głównych arterii Key West, które zostały nadane w 1829 roku przez Williama Adee Whiteheada, młodszego brata Johna Whiteheada. Większa część nadanych wtedy nazw używana jest w Key West do dziś. Duval Street, główna ulica Key West, została nadana na cześć pierwszego gubernatora Terytorium Florydy, Williama Pope Duvala, który rządził w latach 1822–1834 – był najdłużej rządzącym gubernatorem w historii Florydy.
William Whitehead w 1834 roku został redaktorem naczelnym lokalnej gazety „Enquirer”. Był twórcą pomysłu polegającego na wysyłaniu kopii gazet „Enquirer” oraz „Key West Gazette” (poprzednik gazety „Enquirer”) do urzędnika hrabstwa Monroe, aby kolejne pokolenia mogły dowiedzieć się, jak wyglądało codzienne życie mieszkańców rozwijającego się miasta Key West. Do dziś zachowały się gazety wydawane w latach 1820–1840.
W 1852 roku w Key West został wybudowany pierwszy tutejszy kościół katolicki – St. Mary’s Star-Of-The-Sea. Rok 1864 stał się przełomowy dla kościoła, kiedy z Montrealu przyjechało pięć Sióstr Świętych Imion Jezusa i Maryi (ang. Sisters of the Holy Names of Jesus and Mary) – założyły tu pierwszą szkołę katolicką w Południowej Florydzie, The Convent of Mary Immaculate, najstarszą szkołę katolicką na Florydzie. Obecnie szkoła nosi nazwę Mary Immaculate Star of the Sea School.

### Burmistrzowie Key West
Burmistrzowie Key West odzwierciedlali dziedzictwo kulturowe i etniczne tego miasta. Burmistrzami Key West byli m.in.: pierwszy w historii burmistrz kubańskiego pochodzenia oraz jeden z pierwszych burmistrzów będących homoseksualistami.

### Conchowie

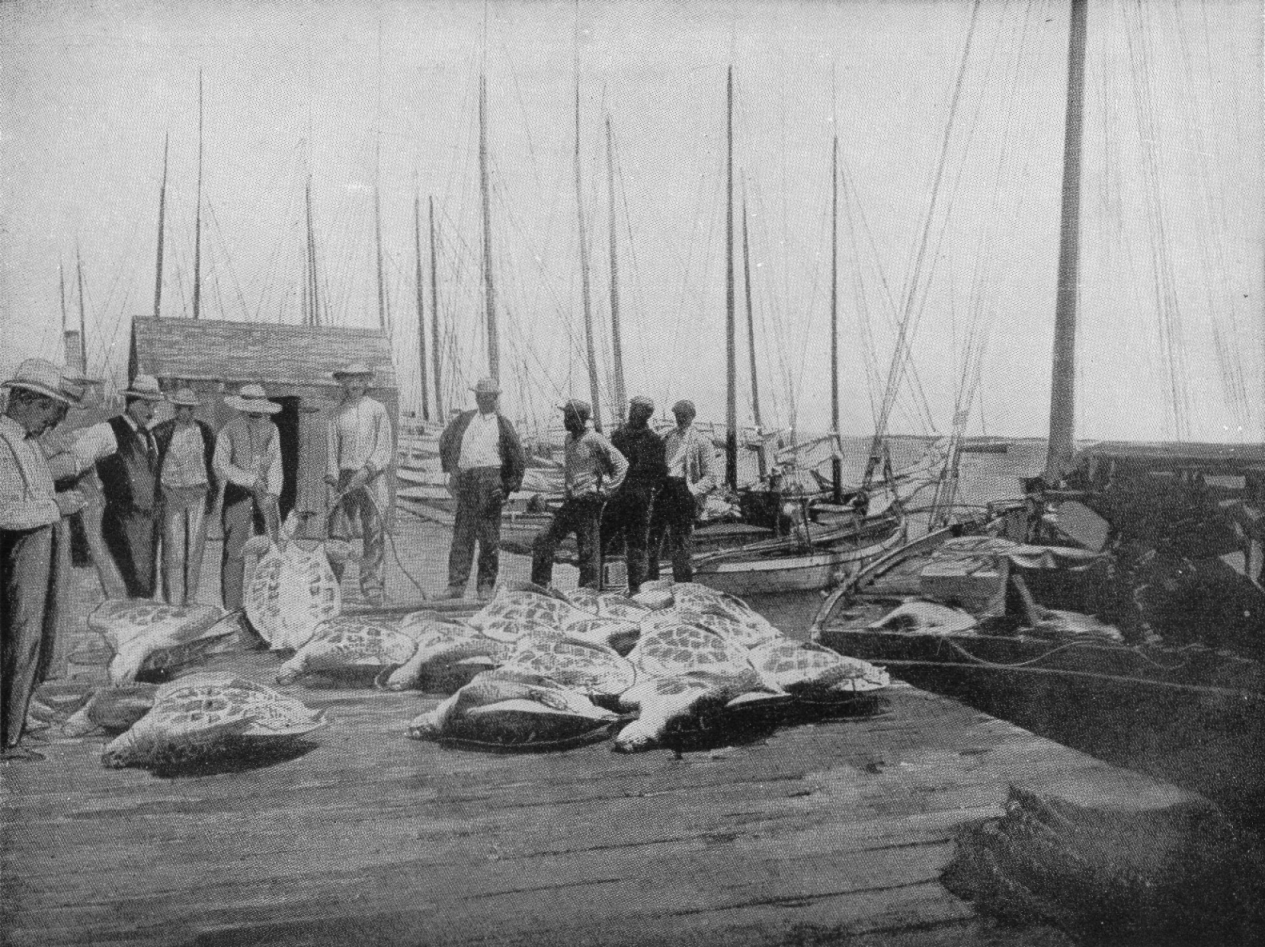
Stara fotografia przedstawiająca żółwie morskie u wybrzeży Key West, ok. 1900 roku

Dużą część mieszkańców Key West stanowili imigranci z Bahamów, znani jako Conchowie (ang. Conchs), którzy zaczęli przybywać w latach 30. XIX w. Dużą część przybywających tu Conchów stanowili synowie i córki lojalistów uczestniczących w rewolucji amerykańskiej. W XX wieku wielu mieszkańców Key West zaczęło określać siebie terminem „Conchs” – termin ten jest obecnie stosowany przez wszystkich mieszkańców Key West. Niektórzy mieszkańcy używają terminu „Conch” (pol. muszla) (lub alternatywnie „Saltwater Conch” (ang. słonowodna muszla)) w odniesieniu do osoby urodzonej w Key West, natomiast termin „Freshwater Conch” (ang. słodkowodna muszla) odnosi się do osoby, która nie urodziła się w Key West, ale mieszkała w Key West przez siedem lat lub więcej. Jednak pierwotne znaczenie terminu „Conch oznacza człowieka będącego europejskiego pochodzenia, który wyemigrował z Bahamów. Mówi się, że po urodzeniu dziecka w domu Conchów jego rodzina umieszcza muszlę na słupie znajdującym się naprzeciwko ich domu.
Wielu czarnych imigrantów przybyłych z Bahamów, którzy przeprowadzali się do Key West, osiedlało się w dzielnicy Bahama Village, należącej do większego dystryktu Old Town.
Przedsiębiorstwa, które znajdowały się w Key West na początku XIX wieku, zajmowały się głównie produkcją soli, rybołówstwem i ratownictwem morskim. W Key West rozwijała się również gałąź przemysłu zajmująca się rozbieraniem wraków, dzięki czemu w latach 60. XX w. miasto stało się największym i najbogatszym miastem na Florydzie – Key West posiadało również najwyższy wskaźnik dochodów na jednego mieszkańca w Stanach Zjednoczonych. Duża liczba mieszkańców Key West pracowała w firmach mających na celu rozbieranie wraków z pobliskich raf na Florydzie, dzięki czemu w domach tego miasta znajdowało się bardzo dużo ekskluzywnych mebli, które pochodziły z wraków rozebranych statków.

### Wojna secesyjna i koniec XIX wieku

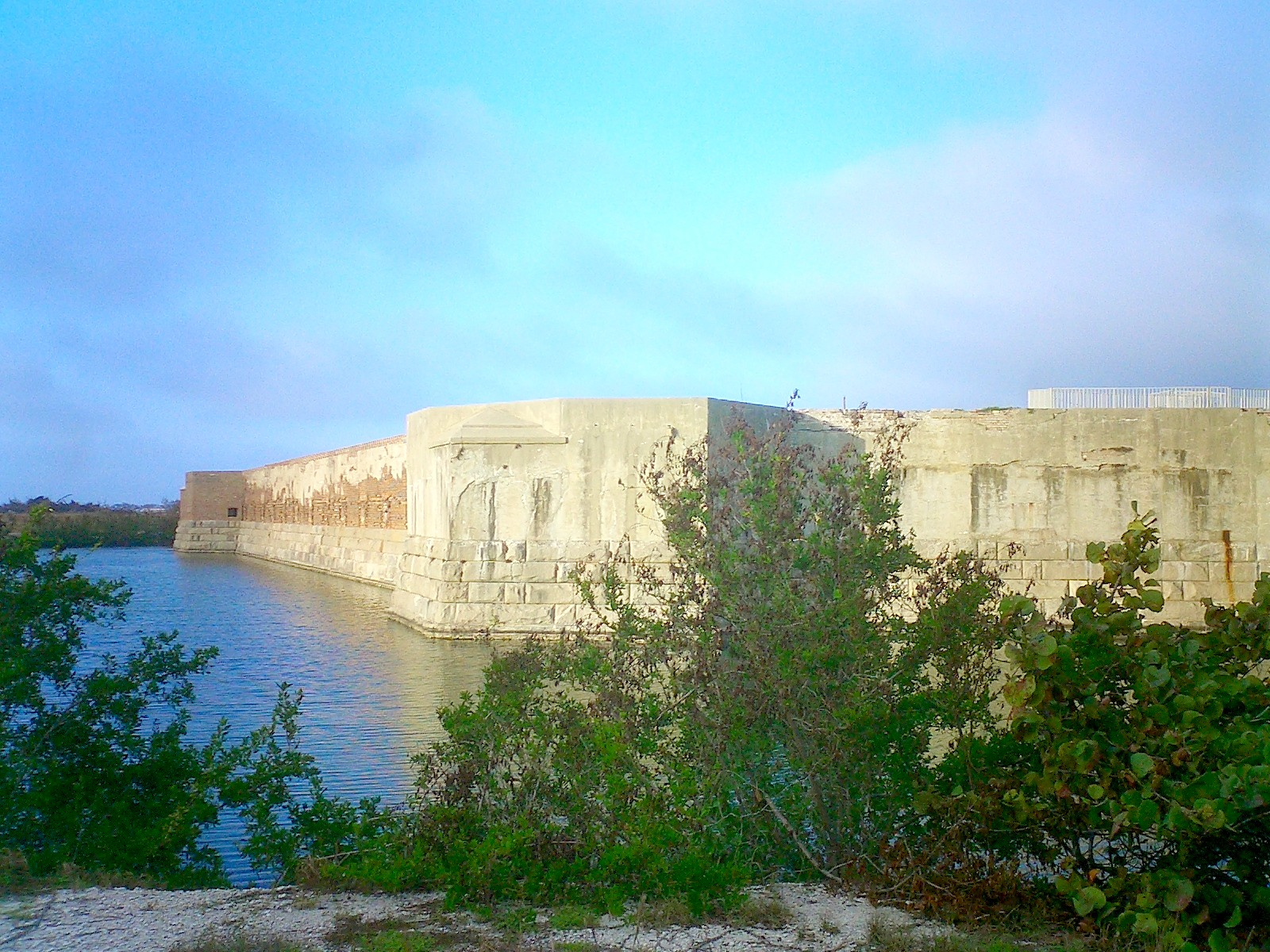
Fort Zachary Taylor w Key West, wykorzystywany w czasach wojny secesyjnej zawiera największą kolekcję armat kiedykolwiek zebranych w jednym miejscu

W czasach wojny secesyjnej, podczas gdy Floryda dołączyła do Skonfederowanych Stanów Ameryki, Key West pozostał w rękach amerykańskiej Unii ze względu na znajdujący się tu port wojenny Fort Zachary Taylor. Mimo to, większość mieszkańców Key West była po stronie Konfederacji, co pokazywali m.in. poprzez wywieszanie przy swoich domach flagi Konfederatów. Fort Zachary Taylor, budowany w latach 1845–1866, był ważną placówką militarną działającą w Key West w czasach wojny secesyjnej. W 1861 roku rozpoczęła się budowa dwóch innych fortów (wież Martello), East Martello Tower i West Martello Tower, które miały służyć jako miejsce do umieszczenia zbrojowni i baterii należących do Fort Zachary Taylor. Po ukończeniu budowy, Martello Towers zostały połączone z Fort Zachary Taylor za pomocą torów kolejowych, którymi miały podążać wagony z amunicją. Fort Jefferson, znajdujący się około 68 mil (109 km) od Key West, na wyspie Garden Key należącej do archipelagu Dry Tortugas, po zakończeniu wojny secesyjnej został wykorzystany jako więzienie dla doktora Samuela A. Mudda, skazanego za pomoc Johnowi Wilkes Boothowi w zamordowaniu prezydenta Abrahama Lincolna oraz za opatrzenie mu złamanej nogi.
Pod koniec XIX wieku w Stanach Zjednoczonych spadły zyski z produkcji soli i ratownictwa morskiego, jednak gospodarce Key West udało się odbić dzięki rozwinięciu przemysłu tytoniowego, w tym produkcji cygar.
Po zakończeniu nieudanej wojny o niepodległość na Kubie rozgrywającej się w latach 60. i 70. XIX w. wielu Kubańczyków wyprowadziło się do Key West w celu znalezienia schronienia.
W 1889 roku Key West stał się największym i najbogatszym miastem na Florydzie.

### Transport drogowy i kolejowy
W celu ułatwienia mieszkańcom dojazdu do zakładów pracy, w 1885 r. sfinansowano pierwszy publiczny system komunikacyjny miasta, w postaci ciągniętych przez muły wagoników szynowych, który zmieniony w 1899 r. w system elektryczny, ostatecznie przestał funkcjonować w roku 1920.
W 1912 roku Key West został połączony ze stałym lądem i z Florydą za pomocą linii kolejowej Overseas Railway z inicjatywy Henry’ego Flaglera, twórcy linii kolejowej Florida East Coast Railway (FEC). Oprócz tego, Flagler utworzył w Key West lokomotywownię, którą wybudowano w Trumbo Point. Huragan Labor Day, który przeszedł nad Florydą w 1935 roku, wyrządził ogromne szkody materialne i zabił setki mieszkańców, w tym około 400 weteranów walczących podczas I wojny światowej, którzy pomagali m.in. w budowie U.S. Route 1. Linia kolejowa biegnąca do Key West została tak mocno zniszczona, że nie udało się podjąć prac mających na celu jej naprawę.
W 1938 roku, w miejscu zniszczonej linii kolejowej wybudowano drogę samochodową, która posłużyła jako kontynuacja drogi międzystanowej U.S. Route 1. Obecnie odcinek magistrali U.S. Route 1 biegnący przez archipelag Florida Keys nosi nazwę Overseas Highway. W 1939 roku magistrala została przebyta przez ówczesnego prezydenta Franklina Delano Roosevelta.

### Winter White House
W ostatnich latach Key West było często odwiedzane przez prezydentów Stanów Zjednoczonych. Harry Truman w czasie swojej prezydentury odbył 11 wizyt do Key West, podczas których spędził tu aż 175 dni; po zakończeniu swojej prezydentury odbył jeszcze kilka wizyt do Key West.
W 1939 roku Key West zostało odwiedzone przez ówczesnego prezydenta Franklina Delano Roosevelta, w tym czasie miasto przeżywało stagnację gospodarczą. Niedługo później w mieście wybudowano bazę wojskową U.S. Navy, co przyniosło miastu ponowny rozwój i podwojenie liczby ludności do roku 1960. Oprócz Trumana, w Key West wizytował również prezydent Dwight Eisenhower, który przebywał tu po doznaniu ataku serca. W listopadzie 1962 roku, miesiąc po ustąpieniu kryzysu kubańskiego, Key West zostało odwiedzone przez Johna F. Kennedy’ego. W Key West odbyło się również spotkanie rodzinne Jimmy’ego Cartera po zakończeniu jego kadencji.

### Ernest Hemingway

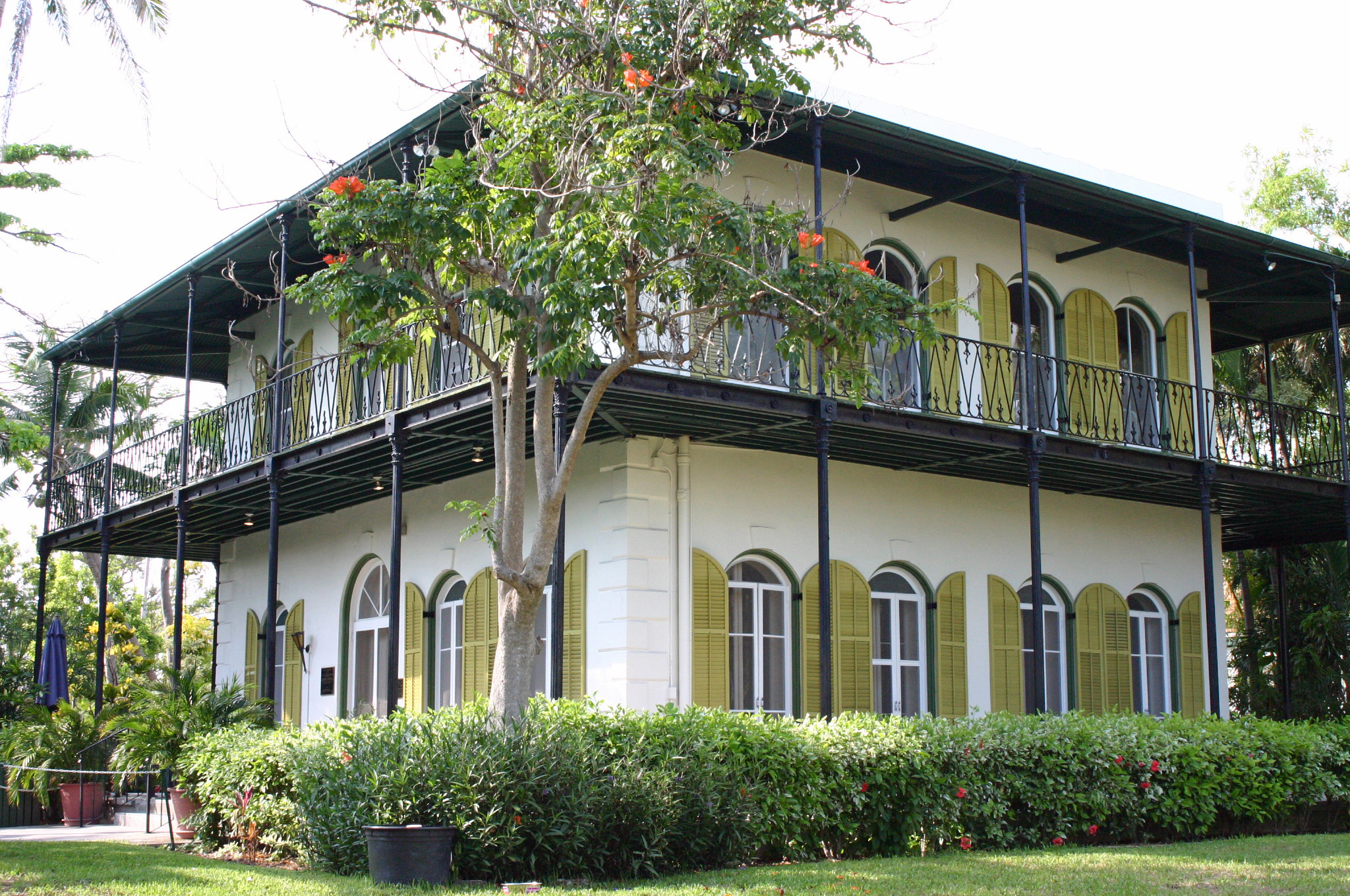
Ernest Hemingway House, popularna atrakcja turystyczna w Key West

W domu pod adresem 314 Simonton Street w Key West, w roku 1929, Hemingway napisał powieść Pożegnanie z bronią. Dzięki właścicielowi pobliskiego sklepu z narzędziami, Charlesowi Thompsonowi, Hemingway zaczął interesować się łowieniem ryb głębinowych. W Key West, podczas wędkowania morskiego, poznał Joe Russella, który stał się pierwowzorem Freddiego z powieści Mieć i nie mieć. Rękopis tej powieści, po śmierci Hemingwaya, został znaleziony w znanym w Stanach Zjednoczonych pubie Sloppy Joe w Key West.
W 1931 r., w ramach spóźnionego prezentu ślubnego od wuja swojej żony Pauliny, Hemingway otrzymał dom przy 907 Whitehead Street gdzie zamieszkał i który do dziś pełni rolę poświęconego pisarzowi muzeum. Legenda mówi, że rodzina Hemingwayów zakupiła basen, który w latach 30. XX w. był wart 20 tys. dolarów (równowartość 330 tys. dolarów w 2013 r.). Cena basenu była tak wysoka, że Hemingway musiał wydać wszystkie pieniądze, które posiadał. Hemingway napisał tu następujące powieści: Śmierć po południu, Komu bije dzwon, Śniegi Kilimandżaro i Krótkie szczęśliwe życie Francisa Macombera. W powieści „Mieć i nie mieć” przeplata się zarys społeczeństwa ubogiego Key West – jest to jedyna nowela w dorobku Hemingwaya, która rozgrywa się w Stanach Zjednoczonych.
Na terenie domu Ernesta Hemingwaya mieszkają koty, które są potomkami Snowballa, kota, którego właścicielem był Hemingway. Koty te są pod opieką pracowników muzeum Hemingwaya. Mimo skarg że strony Departamentu Rolnictwa Stanów Zjednoczonych, koty te mają swobodny kontakt z turystami odwiedzającymi to muzeum – w Key West nie obowiązuje ogólnokrajowe prawo pozwalające na posiadanie maksymalnie czterech zwierząt domowych na terenie gospodarstwa domowego.

### Tennessee Williams
Tennessee Williams był pierwszym regularnym gościem odwiedzającym Key West – pierwszy raz odwiedził je w 1941 roku. W 1947 roku, w tutejszym hotelu La Concha Hotel stworzył pierwszy projekt książki pt. Tramwaj zwany pożądaniem. W 1949 roku Williams zakupił tu swój dom, w którym mieszkał do końca życia – Williams zmarł w 1983 roku. W przeciwieństwie do sporych rozmiarów domu Ernesta Hemingwaya, który znajdował się w dzielnicy Old Town, dom Williamsa był bardzo skromnym bungalowem znajdującym się przy 1431 Duncan Street w dzielnicy New Town. Obecnie dom jest własnością prywatną i jest niedostępny dla przyjeżdżających tu turystów. W 1956 roku na wyspie nakręcono nagrodzoną Oscarem ekranizację sztuki Williamsa pt. Tatuowana róża. Na terenie kampusu Florida Keys Community College w Stock Island znajduje się teatr Tennessee Williams Theatre, poświęcony twórczości Williamsa.
Williams wynajmował dużo domów na terenie Stanów Zjednoczonych, jednak był właścicielem tylko jednego domu, który znajdował się na Key West.
Mimo że Hemingway i Williams mieszkali w Key West w tym
samym czasie, to rzekomo spotkali się tylko raz, w Finca Vigía, domu Ernesta Hemingwaya, położonym na przedmieściach Hawany.

### Kubańczycy

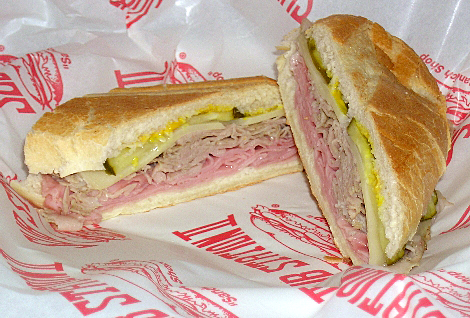
Kubańska kanapka, możliwa do zakupienia w wielu kawiarniach i restauracjach w Key West

Podróż z Key West do Hawany jest znacznie krótsza niż podróż do Miami. W 1890 roku Key West liczyło prawie 18800 mieszkańców, dzięki czemu było największym i najbogatszym miastem na Florydzie. Połowa mieszkańców Key West była pochodzenia kubańskiego, dlatego burmistrzami Key West często zostawali Kubańczycy – jednym z nich był syn Carlosa Manuela de Céspedesa, ojca Republiki Kuby, który został wybrany na burmistrza w 1876 roku. W mieście znajdowało się około 200 fabryk prowadzonych przez Kubańczyków, produkujących ponad 100 milionów cygar rocznie. Począwszy od 1891 roku, José Martí kilka razy wizytował w Key West, gdzie mobilizował kubańskich uchodźców do
rewolucji i walki o niepodległość Kuby.
W 1898 roku z portu w Key West wypłynął amerykański krążownik pancerny USS Maine, który został zatopiony w porcie w Hawanie – wydarzenie to zostało uznane jako początek wojny amerykańsko-hiszpańskiej. Marynarze, którzy zginęli na pokładzie USS Maine, zostali pochowani w Key West. Śledztwo w sprawie zatopienia krążownika było prowadzone przez United States Navy w Key West Customs House.
W 1926 roku w Key West założono przedsiębiorstwo Pan American World Airways, którego zadaniem było organizowanie lotów z Key West do Hawany. W 1927 roku przedsiębiorstwo podpisało kontrakt z United States Post Office na transportowanie przesyłek pocztowych ze Stanów Zjednoczonych na Kubę oraz z Kuby do Stanów Zjednoczonych. Droga powietrzna, którą transportowano przesyłki pocztowe, nosiła nazwę „Key West, Florida Havana Mail Route”. John F. Kennedy w swoich wystąpieniach przeciwko Fidel Castro często wspominał o Key West. Kennedy odbył podróż do Key West miesiąc po
ustąpieniu kryzysu kubańskiego.
Przed zakończeniem rewolucji kubańskiej w 1959 roku odbywały się regularne podróże lotnicze i morskie z Key West do Hawany.
Pod koniec lat 70. XX w. rozpoczęły się masowe emigracje Kubańczyków na teren Stanów Zjednoczonych. Kubańczycy, którzy przybyli w tamtym czasie do Stanów Zjednoczonych, wciąż tu mieszkają. Od tamtego czasu odbyło się niewiele lotów z Hawany do Key West – ostatni lot odbył się w kwietniu 2003 r.

### Conch Republic

Flaga Conch Republic

W 1982 roku, Straż Graniczna Stanów Zjednoczonych ustanowiła blokadę drogi US-1 w mieście Florida City – jej celem było niedopuszczenie do przenikania nielegalnych emigrantów z Kuby na kontynentalną część Stanów Zjednoczonych. Korki spowodowane blokadą, wiążące się ze szczegółowymi kontrolami każdego zmierzającego na północ samochodu, uderzały w turystykę regionu, która jest dzisiaj podstawową gałęzią gospodarki Florida Keys. Korki spowodowane przez kontrole drogowe osiągały długość 17 mil (27 km). Mieszkańcy archipelagu poczuli się też urażeni faktem traktowania ich jak obywateli drugiej kategorii, którzy muszą udowadniać swoje obywatelstwo Stanów Zjednoczonych. W odpowiedzi na blokadę, Key West wraz z pozostałymi wyspami Florida Keys – w sposób żartobliwy – ogłosiły „niepodległość”, deklarując powstanie Conch Republic. Flagi, koszulki i inne emblematy „Republiki Muszli” do dziś są bardzo dobrze sprzedającymi się pamiątkami, a godło Conch Republic turystycznym symbolem Florida Keys.

### Naval Air Station Key West

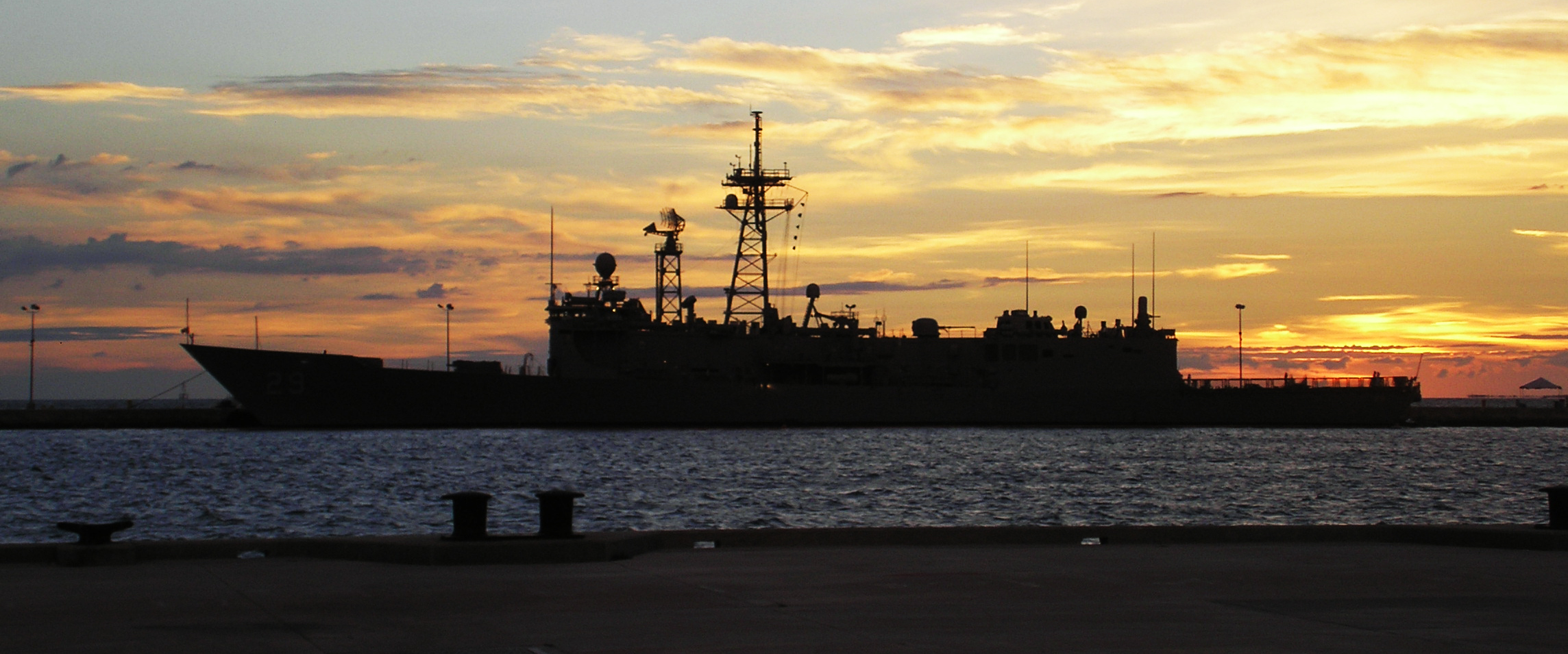
USS Stephen W. Groves (FFG-29) podczas zachodu słońca w Key West, 22 lipca 2007 roku

Key West zawsze było ważnym posterunkiem wojskowym, ponieważ znajduje się na północnym krańcu Cieśniny Florydzkiej łączącej Atlantyk z Zatoką Meksykańską (południowy kraniec kanału znajduje się 90 mil (140 km) na południe, na Kubie). Z tego powodu Key West od lat 20. XIX w. jest zwane „Gibraltarem Zachodu”. Na wyspie znajduje się wybudowany przez Stany Zjednoczone Fort Zachary Taylor. Amerykańska marynarka wojenna United States Navy wybudowała na wyspie małą bazę, z której USS Maine wypłynął do Hawany na początku wojny amerykańsko-hiszpańskiej.

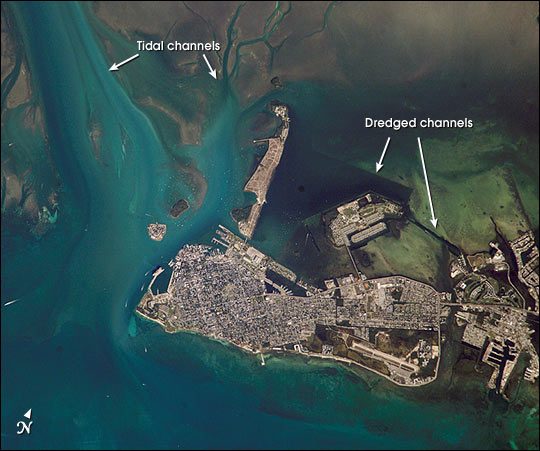
Key West z kosmosu, październik 2002 r.

Na początku II wojny światowej United States Navy zwiększyła wielkość tutejszej bazy wojskowej z 200 m² do 12 km² – baza rozrosła się na tereny wyspy Boca Chica Key (7 km²) i sztucznej wyspy Fleming Key. United States Navy wybudowała również wodociąg na terenie wyspy Fleming Key, dzięki czemu tutejsza baza wojskowa mogła zostać zaopatrzona w słodką wodę. W szczytowym okresie w bazie znajdowało się ok. 15000 pracowników wojskowych
i 3400 cywilów. Na terenie bazy znajdowały się:
- Naval Air Station Key West – jest to główny obiekt znajdujący się na wyspie Boca Chica Key. Jego zadaniem jest szkolenie nowych pilotów. Tutejszy personel zamieszkuje wyspę Sigsbee Park. W 1990 roku United States Navy wypracowała porozumienie z National Park Service mające na celu zaprzestanie pojawiania się gromów dźwiękowych w pobliżu Fort Jefferson znajdującego się na wyspie Dry Tortugas. Około 54 km na zachód od Naval Air Station Key West, w pobliżu Dry Tortugas w ciągu roku odbywa się wiele misji szkoleniowych, podczas których są wytwarzane gromy dźwiękowe. Celem bombardowań podczas tych misji jest uziemiony statek o długości 306 stóp (93 m), który jest widoczny tylko podczas przelotu na niskiej wysokości. Obecnie nie są przeprowadzane misje mające na celu zrzucanie bomb na statek.
- Truman Annex – dzielnica Key West, granicząca z Fort Zachary Taylor. Znajdują się w niej Fleet Sonar School, port oraz Winter White House – zimowa siedziba prezydenta Harry’ego Trumana. Do połowy lat 40. XX wieku dzielnica nosiła nazwę Fort Taylor Annex. Obecnie w dzielnicy znajduje się wiele przedsiębiorstw zarządzanych przez biznesmenów pochodzących z i spoza Key West.
- Trumbo Annex – dzielnica Key West, w której znajdują się doki i stacja kolejowa, na której rozpoczynała się nieistniejąca już linia kolejowa Overseas Railroad.

### Port w Key West

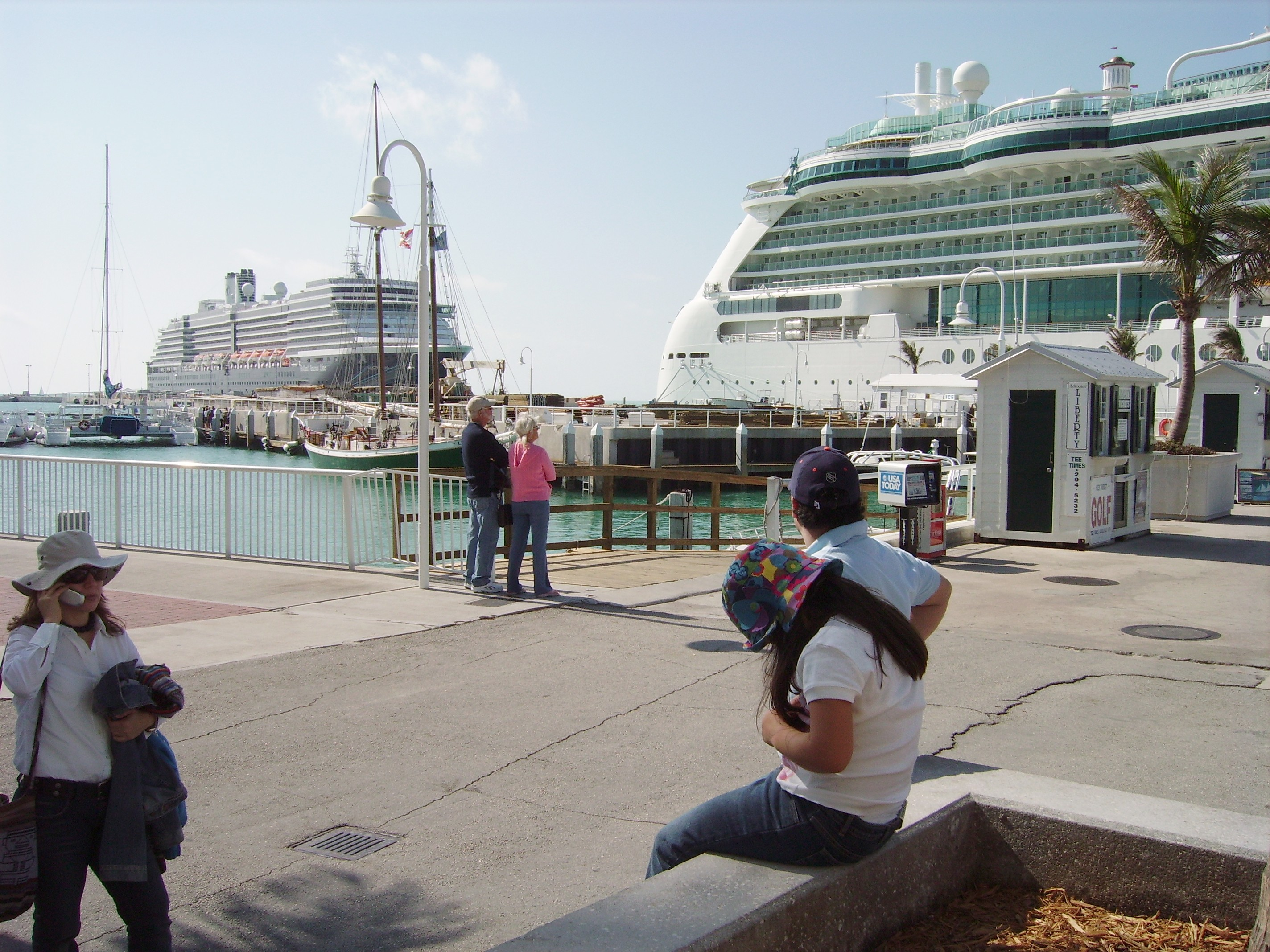
Statki turystyczne cumujące w porcie w Key West

W mieście znajdują się trzy porty, w których mogą cumować statki. Jeden z nich znajduje się w dzielnicy Truman Annex i nosi nazwę Navy Mole – został wybudowany przez United States Navy. Pierwszym statkiem wycieczkowym, jaki zacumował w porcie w Key West, w dzielnicy Truman Annex, był Sunward – cumował tu w 1969 roku.
W 1984 roku w dzielnicy Mallory Square została otwarta nowa przystań dla statków. Decyzja dotycząca wybudowania przystani spotkała się ze zdecydowanym sprzeciwem mieszkańców, którzy obawiali się, że otwarcie jej uniemożliwi oglądanie zachodów słońca na Mallory Square. Obecnie statki wycieczkowe przypływające do miasta mają możliwość cumowania we wszystkich trzech portach.
Jesienią 2013 roku w Key West odbędzie się referendum, podczas którego zostanie podjęta decyzja w sprawie przekazania miastu 36 mln dolarów na poszerzenie kanału, którym będą mogły przepływać większe statki wycieczkowe. Przeprowadzenie tej inwestycji spowoduje, że do miasta będzie przybywać więcej turystów, dzięki czemu wzrosną przychody z turystyki. Przeciw przeprowadzeniu inwestycji są mieszkańcy Key West, którzy prawdopodobnie będą musieli przyzwyczaić się do obecności większej liczby przybywających tu turystów.
W 2009 roku do Key West przybyło 859409 pasażerów statków wycieczkowych.

## Geografia

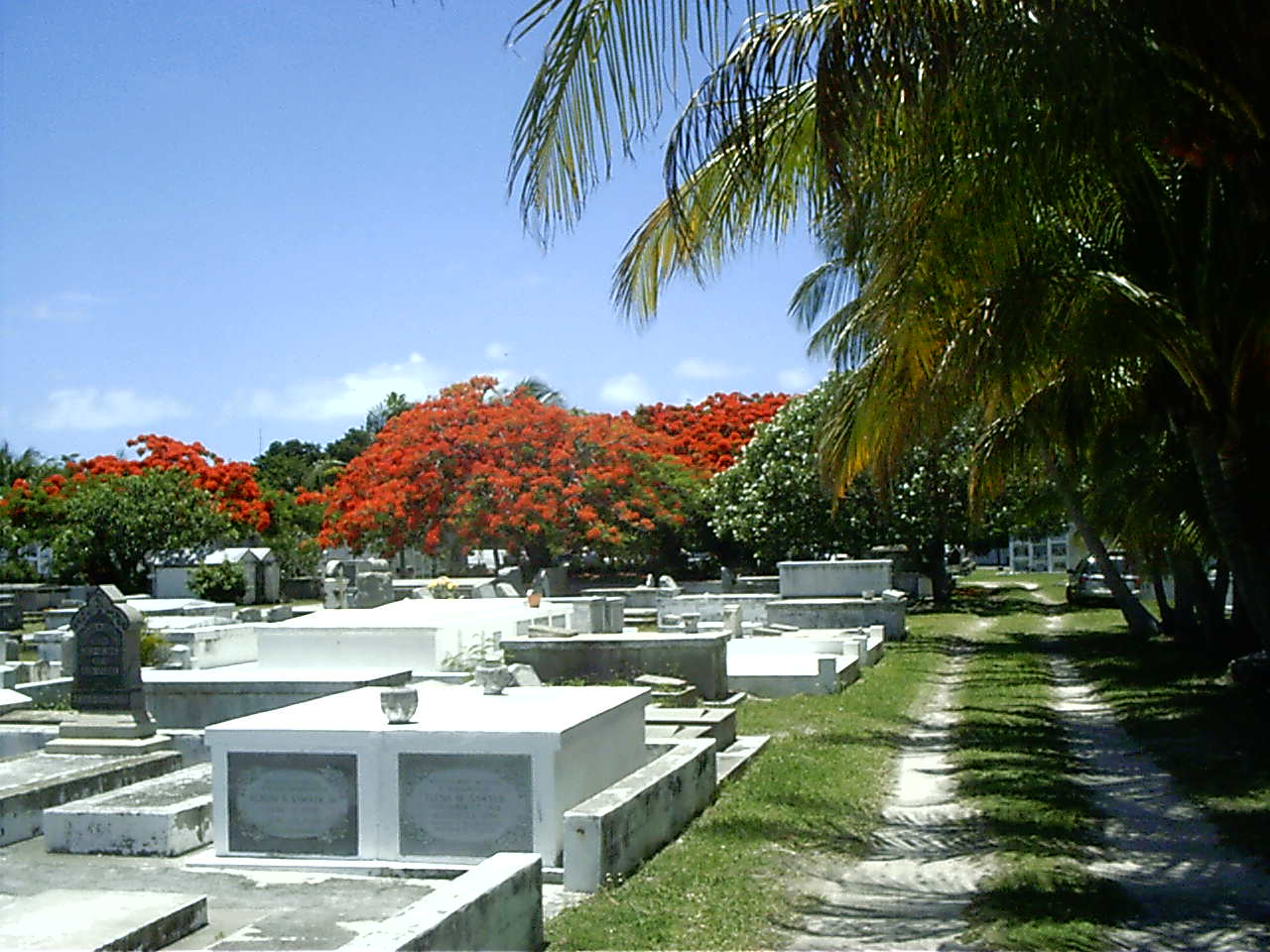
Cmentarz w Key West, najwyższe wzniesienie na terenie miasta

Współrzędne miasta Key West to 24.559166, −81.784031
Key West graniczy z:
- od północy: z Zatoką Meksykańską, Fleming Key i Sigsbee Park
- od północnego zachodu: z Sunset Key i Wisteria Island
- od północnego wschodu: z North Stock Island i Key Haven
- od zachodu: z Zatoką Meksykańską i Marquesas Keys
- od wschodu: ze Stock Island i Cow Key
- od południowego zachodu: z Zatoką Meksykańską i Sand Key
- od południowego wschodu: z Oceanem Atlantyckim
- od południa: z Oceanem Atlantyckim

Najwyżej położonym punktem na wyspie jest wzniesienie Solares Hill (6 m n.p.m.) – wielkość tego wzniesienia wynosi 4000 m².
Według United States Census Bureau, całkowita powierzchnia Key West wynosi 19 km², z czego 15 km² to powierzchnia lądowa, natomiast powierzchnia wód wynosi 3,9 km² (19,73%).
W latach 40. XX w. powierzchnia wyspy została dwukrotnie zwiększona poprzez usypanie nowego terenu, na którym zostaną wybudowane nowe budynki. Na nowo usypanej powierzchni wyspy utworzono dzielnicę New Town, na której wybudowano m.in. nowe centra handlowe, osiedla mieszkalne, szkoły, boiska sportowe oraz port lotniczy Key West.
Key West jest podzielone na cztery dzielnice: Old Town, Casa Marina, Mid-Town i New Town, z czego każda z nich dzieli się na kilka mniejszych dzielnic.
Wyspa Key West, podobnie jak większość wysp położonych w archipelagu Florida Keys, znajduje się na linii oddzielającej Ocean Atlantycki od Zatoki Meksykańskiej. Ciepłe prądy znajdujące się w Zatoce Meksykańskiej powodują, że na jej dnie rosną duże ilości trawy morskiej. Cieśnina, w której mieszają się wody Oceanu Atlantyckiego i Zatoki Meksykańskiej, nosi nazwę „Cieśnina Florydzka”.

### Old Town

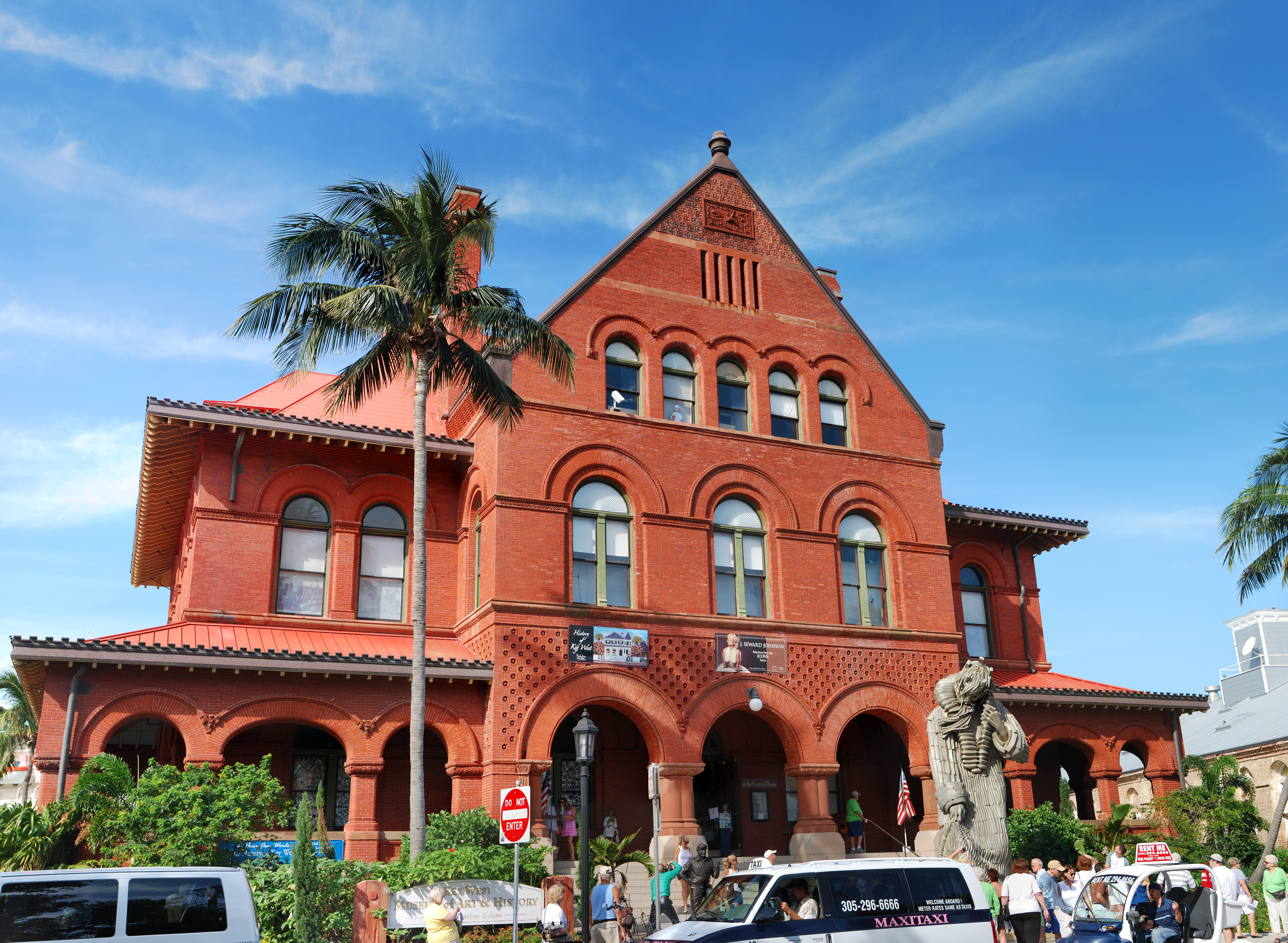
Key West Museum of Art & History

Najstarsza część miasta Key West nosi nazwę „Old Town” – znajdują się w niej m.in. Key West Historic District (zabytkowa dzielnica miasta Key West), plaza Mallory Square, ulica Duval Street, Truman Annex i Fort Zachary Taylor. Duża liczba budynków znajdujących się w Old Town to budynki zachowane w pierwotnym kształcie.
Większość budynków położonych na terenie Old Town została wybudowana w latach 1886–1912. Tutejsza architektura wyróżnia się m.in. drewnianą budową oraz złożonością z dwóch pięter.

### Położenie geograficzne
Jedną z największych atrakcji w mieście jest obelisk znajdujący się przy skrzyżowaniu ulic South Street i Whitehead Street, który informuje, że Key West jest najbardziej wysuniętym na południe miastem znajdującym się na terenie Kontynentalnych Stanów Zjednoczonych. Wcześniej w tym samym miejscu znajdował się znak, który również informował, że Key West jest skrajnym punktem Kontynentalnych Stanów Zjednoczonych. W 1983 roku znak zastąpiono znajdującym się tu obeliskiem, ponieważ był on często kradziony.
W rzeczywistości prawdziwy skrajny punkt znajduje się na terenie bazy wojskowej United States Navy (na zachód od obelisku, w dzielnicy Truman Annex), jednak turyści nie mają pozwolenia na wchodzenie na jej teren.

## Demografia
Według danych statystycznych zebranych przez United States Census Bureau, populacja Key West w 2012 roku liczyła 25 478 osób. W 2000 roku w Key West znajdowało się 11 016 gospodarstw domowych. Gęstość zaludnienia w 2000 roku wynosiła 16 533 osoby/km². W 2000 roku w mieście znajdowało się 13 306 jednostek mieszkalnych – na km² przypadały 863,4 jednostki mieszkalnej. Kompozycja rasowa mieszkańców w 2000 roku przedstawiała się następująco: 21 641 (84,94%) stanowili przedstawiciele rasy białej, 2364 (9,28%) było Afroamerykanami, 99 (0,39%) miało pochodzenie indiańskie, 328 (1,29%) miało korzenie azjatyckie, 12 (0,05%) stanowili przybysze z wysp Pacyfiku, 473 (1,86%) reprezentowało inne rasy, zaś 555 (2,18%) było przedstawicielami co najmniej dwóch ras. Hiszpanami i Latynosami było 4214 (16,54%) mieszkańców.
Mieszkańcy będący w wieku poniżej 18 lat stanowili 19,9% mieszkańców, 37,7% mieszkańców żyło w związku małżeńskim, 8,2% mieszkańców stanowiły kobiety nieposiadające męża, 50,4% sklasyfikowano jako osoby samotne lub niebędące rodziną. Spośród wszystkich gospodarstw domowych, 31,4% było zamieszkanych przez jedną osobę, natomiast 8,1% było zamieszkanych przez osoby żyjące samotnie w wieku 65 lat lub starsze. Średnia wielkość gospodarstwa domowego wynosiła 2,23 osoby, natomiast średnia wielkość rodziny wynosiła 2,84 osoby.
Według kryterium wiekowego, populacja Key West w 2000 roku liczyła 16% osób w wieku poniżej 18 lat, 8,4% osób w przedziale 18–24 lat, 37,1% osób w wieku 25–44 lat, 26,7% mieszkańców w przedziale 45–64 lat oraz 11,7% osób, które ukończyły co najmniej 65 lat. Mediana wieku wynosiła 39 lat. Na każde 100 kobiet przypadało 122,3 mężczyzny. Na każde 100 kobiet w wieku co najmniej 18 lat przypadało 126 mężczyzn.
W 2000 roku średni przychód na gospodarstwo wynosił 43021 USD, natomiast średni przychód na rodzinę wynosił 50895 USD. Średni przychód na mężczyznę wynosił 30967 USD, natomiast na kobietę 25407 USD. Dochód na jednego mieszkańca w Key West wynosił 26316 USD. Około 5,8% rodzin i 10,2% ludności żyło poniżej granicy ubóstwa – 11,5% to osoby poniżej 18. roku życia, natomiast 11,3% to osoby powyżej 65. roku życia.
W 2000 roku 12,4% mieszkańców było pochodzenia angielskiego, 12,2% niemieckiego, 11,3% irlandzkiego, 6,8% włoskiego i 3,6% francuskiego.
Liczba rodzin w Key West w ciągu ostatnich czterech dekad XX wieku zmniejszyła się dramatycznie. W 1960 roku w Key West mieszkało 13340 rodzin, natomiast w 42,1% gospodarstw domowych mieszkało co najmniej jedno dziecko. W 2000 liczba rodzin zmniejszyła się do 5463, natomiast tylko w 19,9% gospodarstw domowych mieszkało co najmniej jedno dziecko.
W 2000 roku 66,75% mieszkańców Key West jako swój język ojczysty wskazało angielski, 17,32% hiszpański, 1,06% włoski, 1,02% francuski, 0,94% niemiecki, natomiast 25,33% wskazało inny język.

### Władze
Key West, podobnie jak wiele innych amerykańskich miast, podlega władzy burmistrza. Tutejsza rada miasta jest znana jako komisja miasta. Komisja składa się z sześciu członków, po jednym z każdej dzielnicy. Nowy burmistrz jest wybierany przez mieszkańców w głosowaniach.

## Klimat
W Key West panuje klimat sawann, który charakteryzuje się m.in. niską roczną amplitudą temperatury powietrza. Średnia roczna temperatura powietrza w Key West wynosi 78 °F (26 °C), przez co jest to jedno z najgorętszych miejsc w Stanach Zjednoczonych. Wysoka temperatura powietrza panująca tu zarówno latem, jak i zimą powoduje, że Key West (jak również archipelag Florida Keys) jest popularnym kierunkiem przyjazdu turystów z Europy i Ameryki Północnej. Średnie nasłonecznienie w ciągu roku wynosi ponad 3000 godzin.
Z wyjątkiem kilku innych wysp w archipelagu Florida Keys, Key West jest jedynym miejscem w kontynentalnych Stanach Zjednoczonych, w którym temperatura powietrza nigdy nie spadła poniżej 0 °C – najniższa temperatura powietrza zanotowana w Key West wynosiła 42 °F (6 °C) – została zanotowana w grudniu 2005 r.
Ciepłe wiatry i bryza morska powodują, że temperatura powietrza w Key West rzadko przekracza 95 °F (35 °C). Przez 55 dni w ciągu roku temperatura powietrza osiąga wartość 90 °F (32 °C) lub wyższą, przeważnie w okresie od 10 czerwca do 22 września. Temperatura powietrza w Key West przeważnie utrzymuje się na poziomie powyżej 80 °F (27 °F). Najwyższa dotąd zanotowana temperatura powietrza wynosiła 97 °F (36 °C) i została zanotowana dwukrotnie: 29 sierpnia 1956 r. i 19 lipca 1880 r.

### Pory mokra i deszczowa
Podobnie jak w przypadku innych odmian stref podzwrotnikowych, w Key West obowiązuje podział na pory suchą i deszczową. Okres od listopada do kwietnia jest zazwyczaj słoneczny i dość suchy – na ten okres przypada tylko 25% rocznych opadów i najczęściej powstają po nadejściu zimnego frontu. W okresie od maja do października panuje pora deszczowa. W tym okresie opady deszczu zdarzają się przez większość dni – często są to krótkie, tropikalne ulewy, po których znowu wychodzi słońce. W porównaniu do kontynentalnej części Florydy, gdzie opady deszczu i burze występują w godzinach popołudniowych, w Key West opady deszczu najczęściej występują wczesnym ranem. Podczas pory deszczowej w Key West zdarzają się intensywne opady deszczu oraz huragany, które zwykle pozostawiają po sobie zniszczenia.

### Huragany w Key West

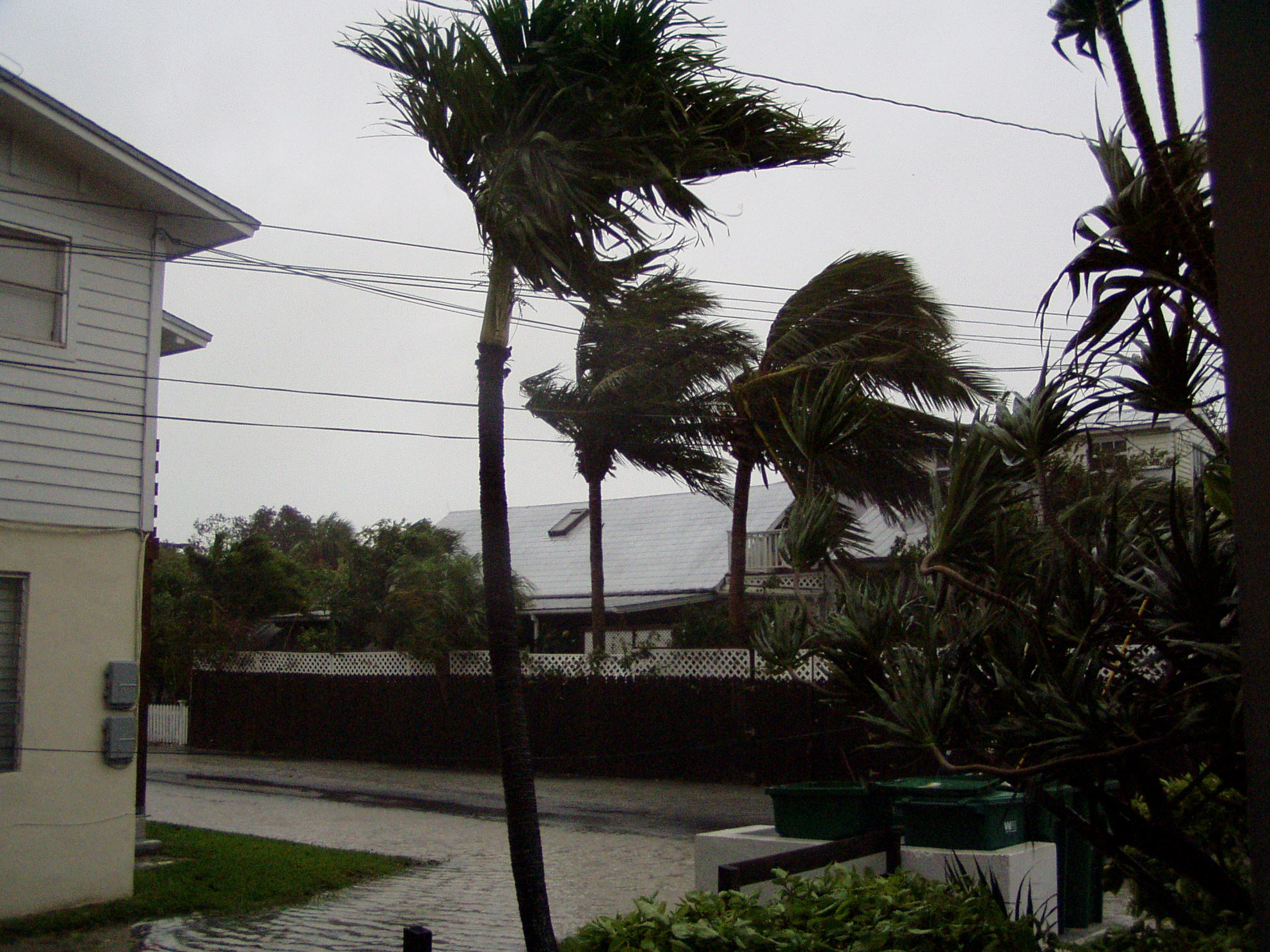
Huragan Wilma w Key West

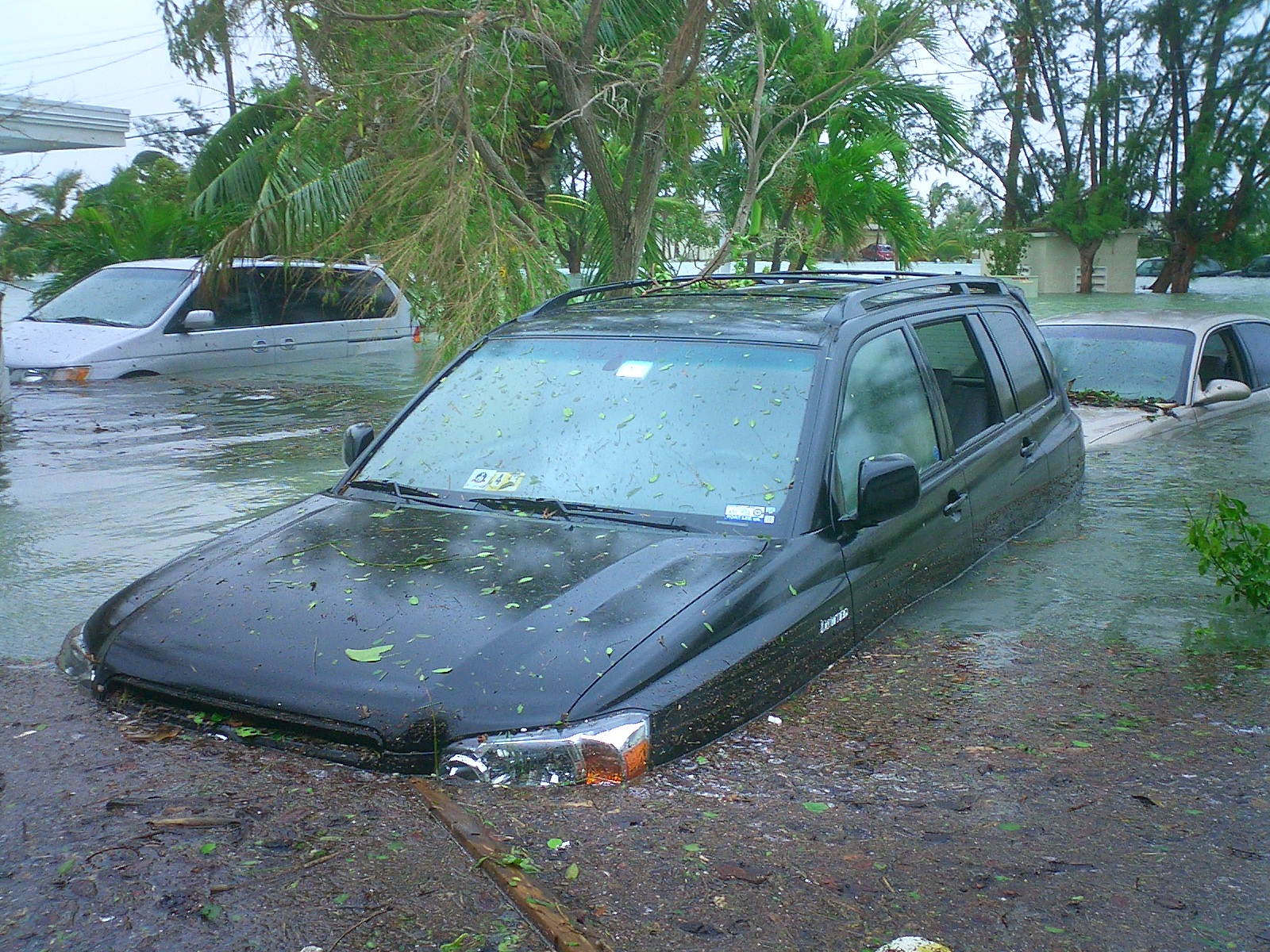
Powódź spowodowana przez huragan Wilma na wyspie Key Haven na przedmieściach Key West (24 października 2005)

24 października 2005 roku, niecałe dwa miesiące po zniszczeniu Nowego Orleanu przez Huragan Katrina, w Key West uderzył Huragan Wilma. Huragan ten, do dziś uznawany jest za najpotężniejszy zanotowany huragan w historii. Jak stwierdzili naukowcy z Narodowego Centrum Huraganów Stanów Zjednoczonych, dla tego huraganu – w chwili osiągnięcia szczytowej prędkości wiatru – należałoby utworzyć kolejną, VI kategorię w pięciostopniowej skali Saffira-Simpsona. Miasto zostało niemal całkowicie zalane, nie ucierpiały pod tym względem jedynie: część dzielnicy Old Town, wzniesienie Solares Hill oraz cmentarz Key West Cemetery. W niektórych miejscach, wysokość wody sięgała 1,8 m. Choć huragan, na szczęście, nie pociągnął za sobą ofiar w ludziach, straty materialne były olbrzymie. Zalaniu uległo 60% domów. Bezpowrotnemu zniszczeniu uległo ponad 3000 samochodów oraz dziesiątki tysięcy w pozostałej części archipelagu Lower Keys. Zniszczone zostało również molo przy Atlantic Shores Motel, a naruszeniu uległ zbiornik z rekinami w Key West Aquarium, powodując uwolnienie znajdujących się w nich rekinów. Większość domów wymagała gruntownych remontów, część zaś z nich nie nadawała się już nawet do tego celu i musiała ulec rozbiórce. Huragan spowodował również przełożenie odbywającego się tu street party Fantasy Fest na grudzień. Huragan jest ukazany w 18. odcinku kręconego przez MTV reality show The Real World: Key West, będącego 17. sezonem większej serii o nazwie The Real World. Miejscowa gazeta opisująca przebieg huraganu nazwała miasto oraz Lower Keys „cmentarzem samochodów”. Huragan opuścił miasto po skierowaniu się do Naples w kontynentalnej części Florydy, a prędkość wiatru zmniejszyła się do ok. 60 km/h.
Zniszczenia miasta, choć ogromne, nie dorównywały jednak zniszczeniom Nowego Orleanu, a to z uwagi na fakt, iż po opuszczeniu przez huragan Półwyspu Jukatan, siła wiatru Wilmy spadła do „zaledwie” III kategorii, zaś główną siłą niszczącą okazała się w tym przypadku niezbyt silna, choć wysoka fala morska. Bez względu jednak na ten fakt, w zgodnej opinii mieszkańców, tak wielkich zniszczeń nie dokonał w Key West żaden z dotychczasowych huraganów, które posiadają w pamięci.
Już przed spodziewanym nadejściem huraganu, po przeprowadzeniu obowiązkowej ewakuacji turystów i wezwaniu do ewakuacji stałych mieszkańców, wyspa została przez władze stanowe i hrabstwa Monroe (Monroe County) całkowicie odcięta od świata, poprzez zablokowanie międzystanowej drogi U.S. Route 1 – jedynej, łączącej wyspę z kontynentalną Florydą oraz zamknięcie dla ruchu portu morskiego i międzynarodowego portu lotniczego w Key West (EYW). Po przejściu zaś huraganu, do miasta została skierowana natychmiastowa pomoc stanowa i federalna (FEMA) (w pierwszej kolejności przez zapewnienie wody pitnej i żywności dla mieszkańców którzy zdecydowali się nie opuszczać wyspy na czas huraganu – 98% populacji).
We wrześniu 2005 roku National Oceanic and Atmospheric Administration otworzyła nowy budynek meteorologiczny przy ulicy White Street, zaprojektowany z myślą, aby wytrzymać uderzenie huraganu kategorii V oraz następujące po nim przypływy. Budynek jest dostępny do odwiedzenia przez turystów w dni robocze, w godzinach od 10:00 do 0:00.
Najsilniejszym huraganem, jaki uderzył w Key West przed Wilmą, był huragan Georges we wrześniu 1998 roku – był to wówczas huragan kategorii II. Burza uszkodziła wtedy wiele hangarów z łodziami wzdłuż South Roosevelt Boulevard w pobliżu kanału Cow Key, na wschodnim wybrzeżu wyspy.

## Edukacja
Wszystkie szkoły publiczne znajdujące się na terenie miasta Key West są zarządzane przez Monroe County School District.
Monroe County School District zarządza również szkołami Glynn R. Archer Elementary School i Poinciana Elementary School. Gerald Adams Elementary School in the City of Key West, wbrew nazwie, znajduje się na terenie miejscowości Stock Island. Sigsbee Charter School to szkoła społeczna dla uczniów kategorii K-7, zarządzana przez Monroe County School District, która jest przeznaczona do nauczania dzieci amerykańskich wojskowych, mimo że uczęszczają do niej również dzieci pochodzące z innych rodzin. Wstęp na teren tej szkoły jest ograniczony, a nowi uczniowie są wybierani za pomocą losowań. W mieście znajduje się również szkoła Key West Montessiori School, szkoła czarterowa przyjmująca uczniów kategorii K-5.
W mieście znajdują się również szkoły Horace O’Bryant Middle School i Key West High School, odpowiedniki polskiego gimnazjum i liceum ogólnokształcącego oraz Florida Keys Community College.

## Turystyka

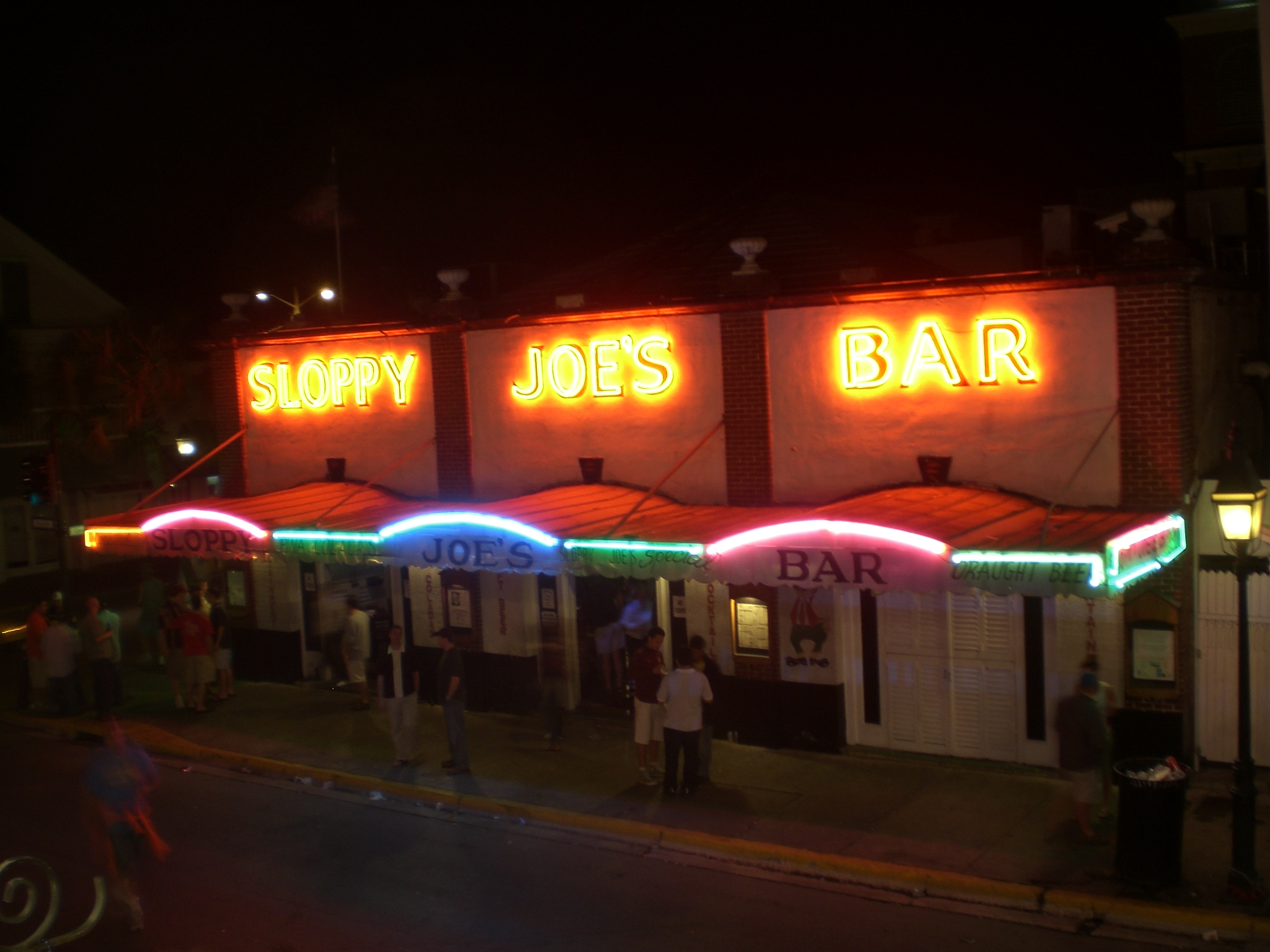
Bar Sloppy Joe’s w nocy

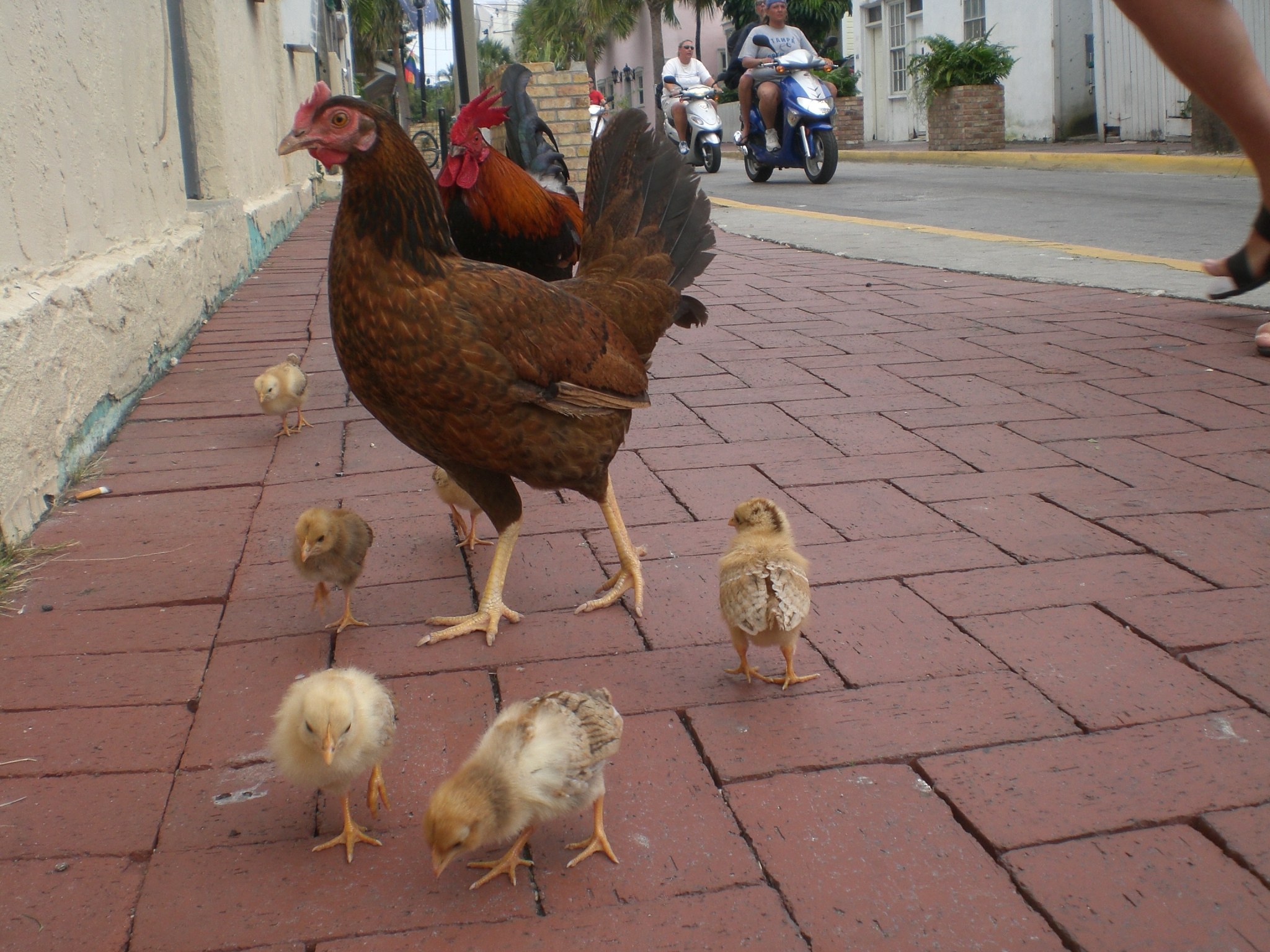
Kury i pisklęta to częsty widok na ulicach Key West

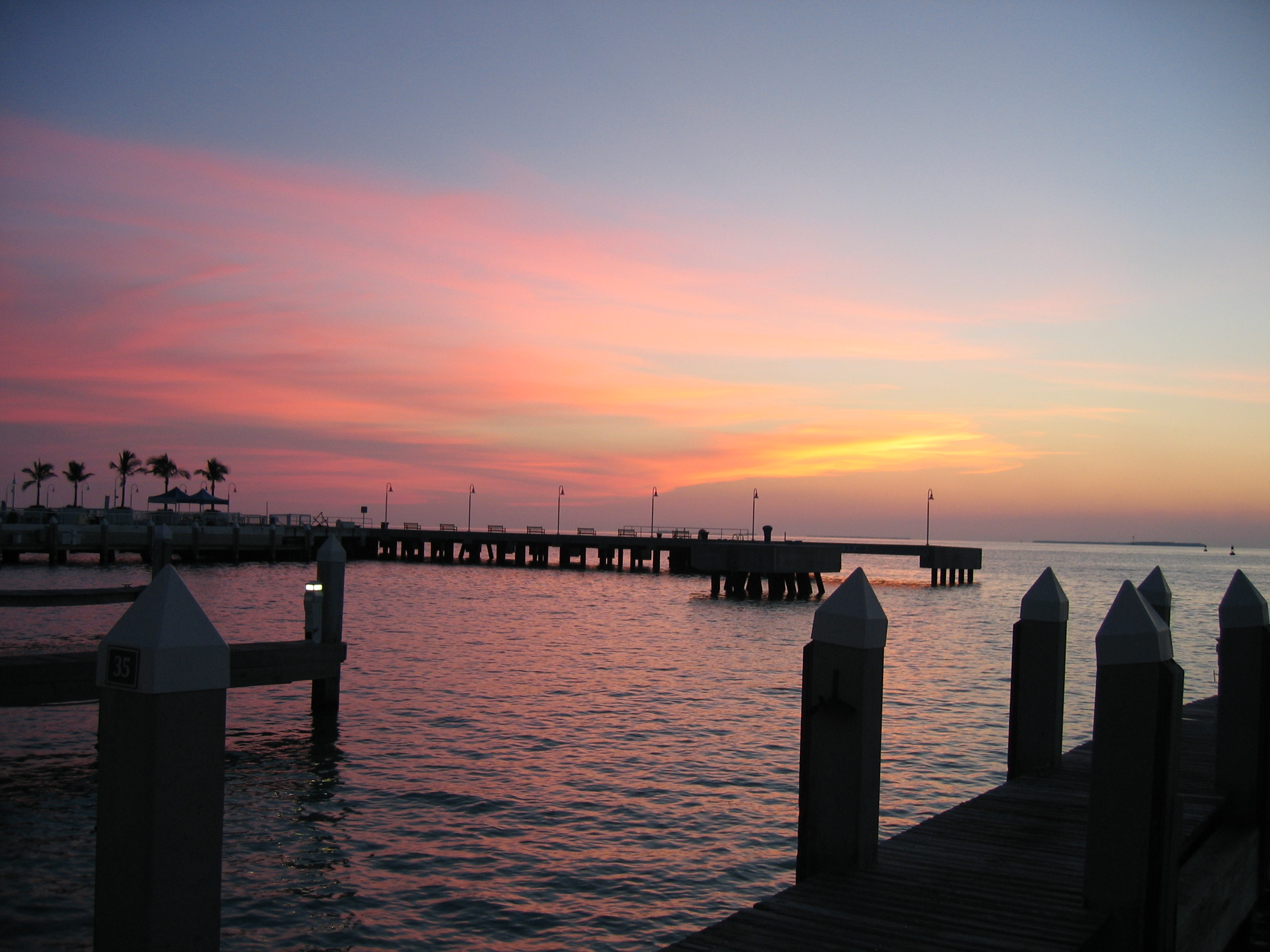
Zachód słońca w Key West, wrzesień 2005

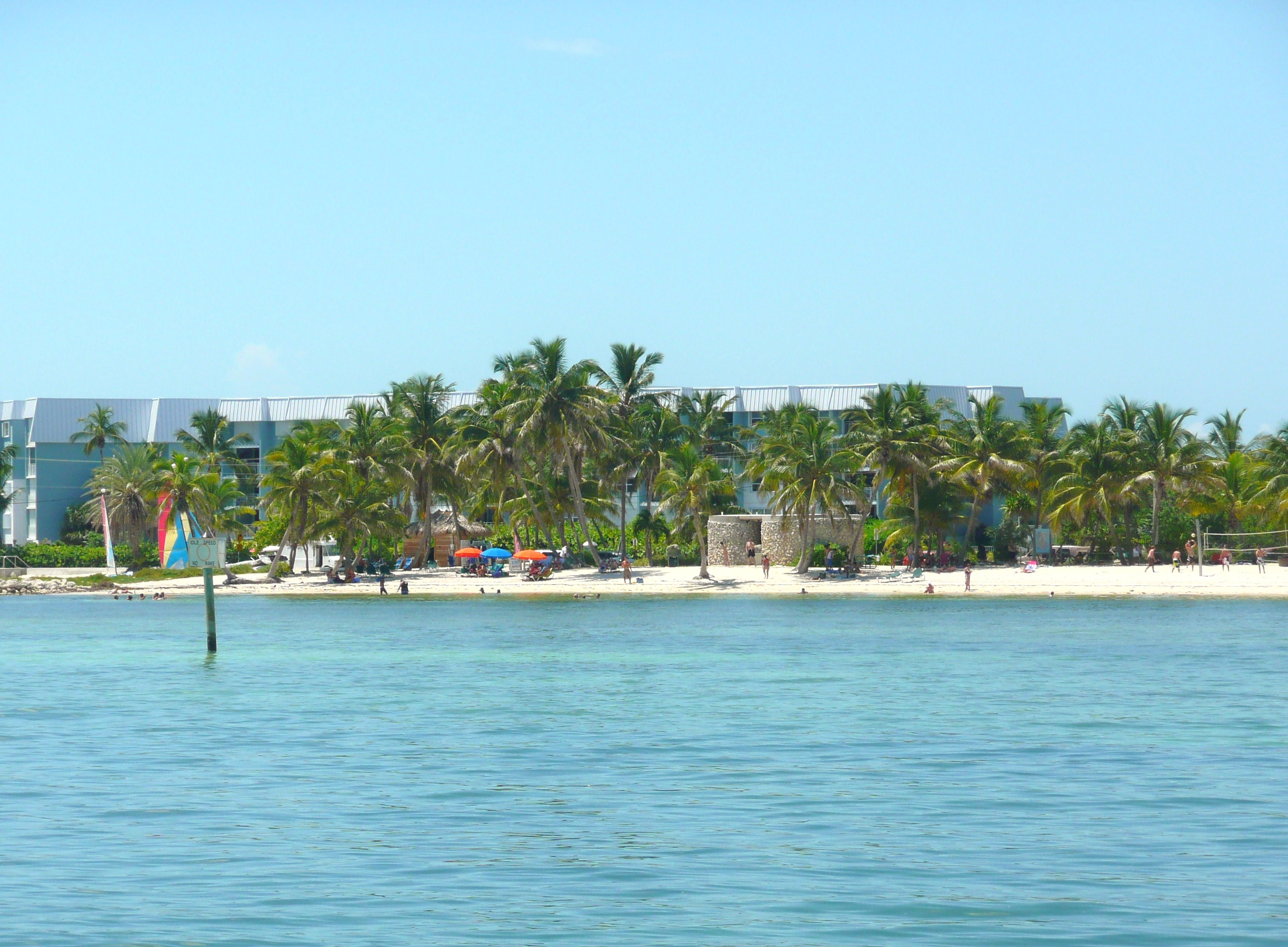
Smathers Beach, największa plaża na terenie miasta

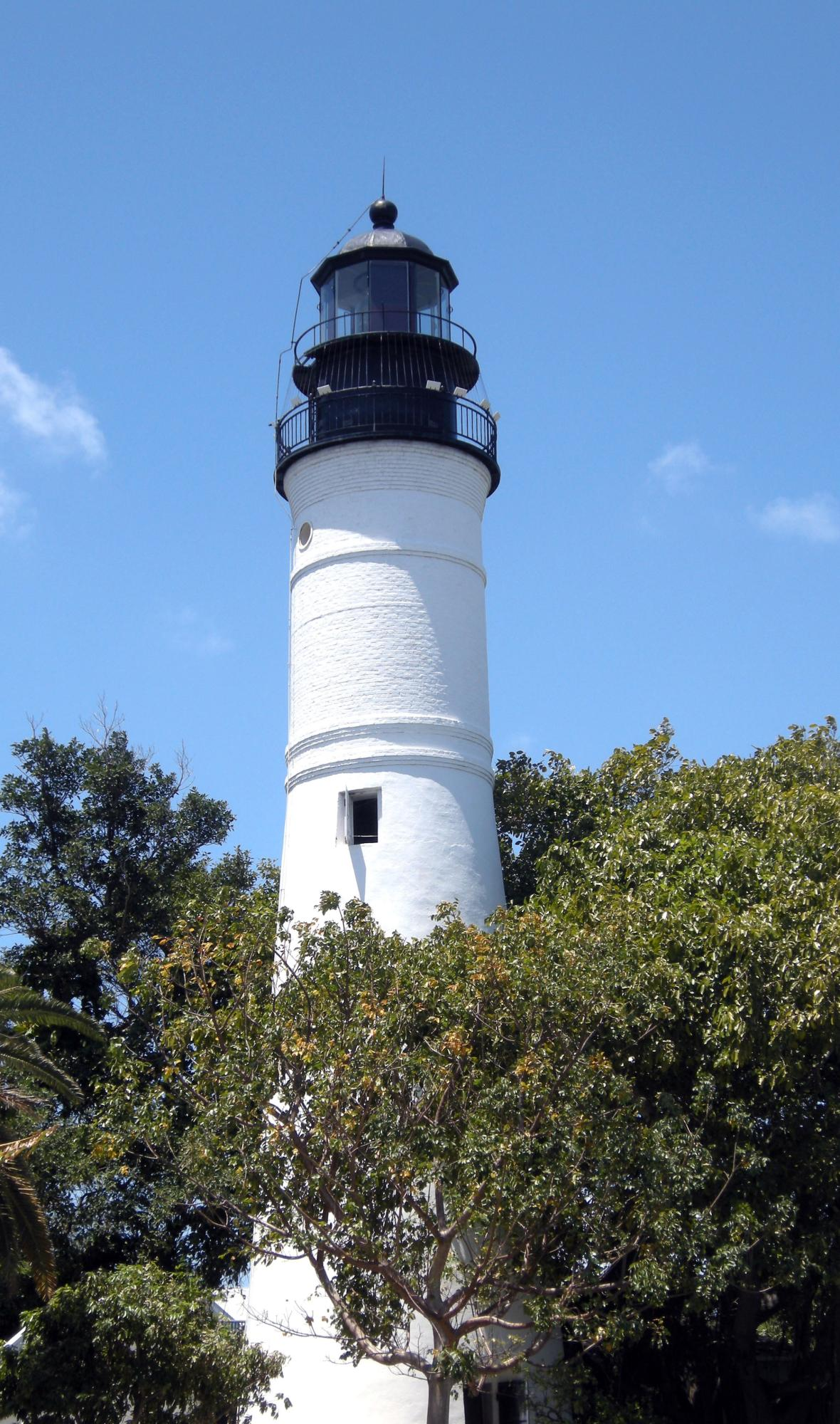
Key West Lighthouse, latarnia morska wybudowana w 1847

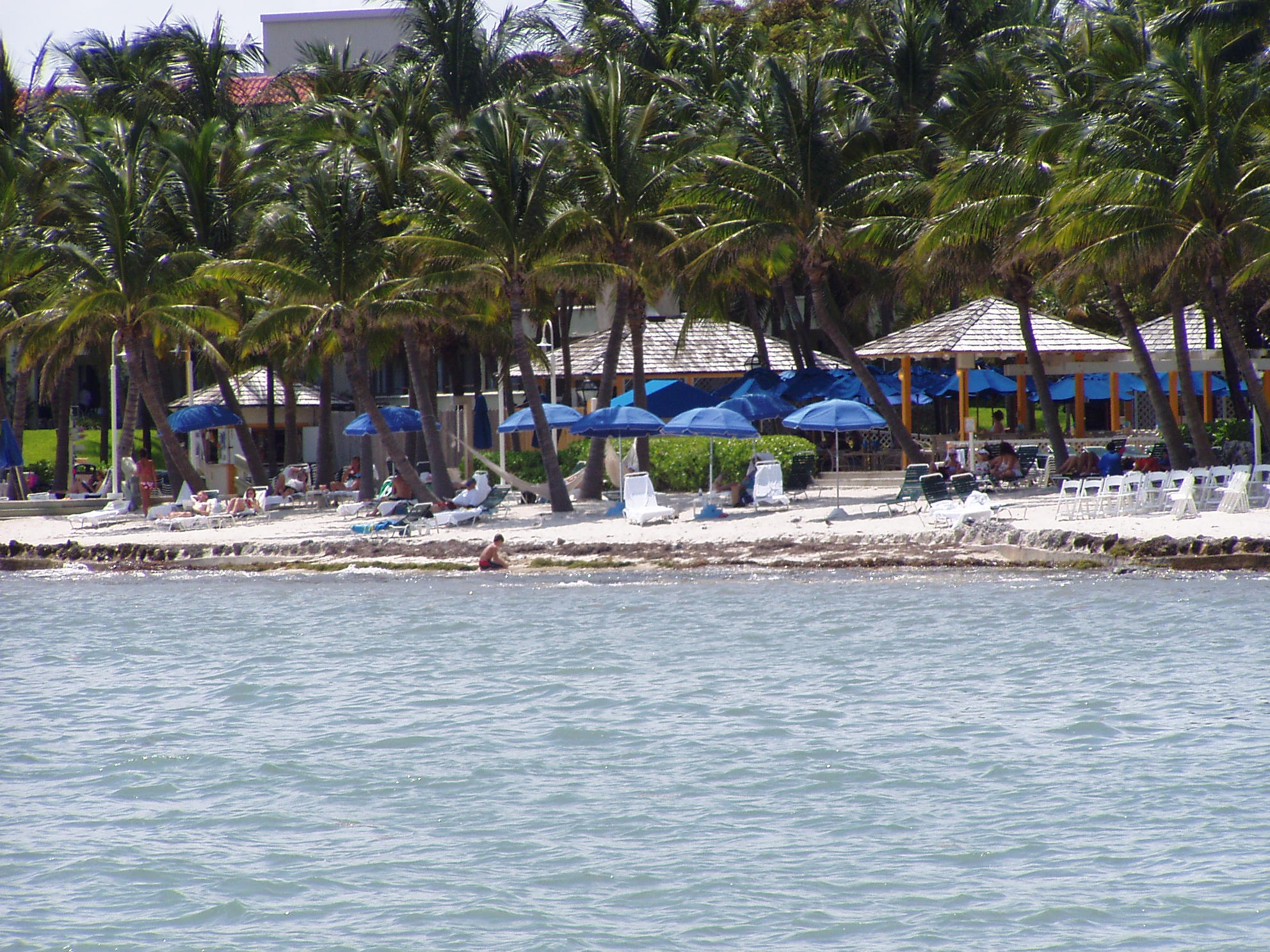
Casa Marina, jedna z wielu prywatnych plaż na terenie miasta

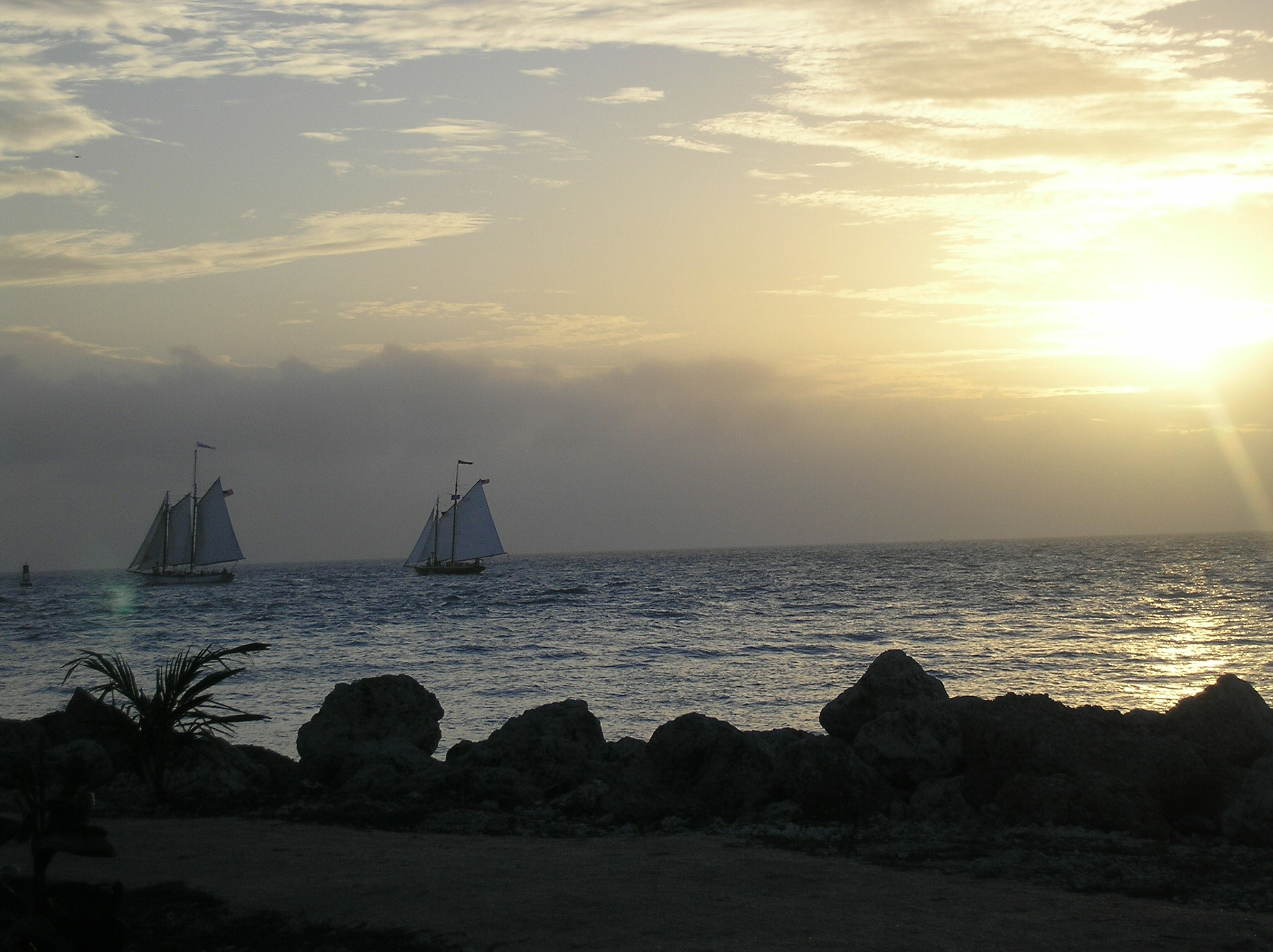
Zachód słońca widziany z Fortu Zachary Taylor

Key West jest miejscowością typowo turystyczno-wypoczynkową, z bardzo bogatym zapleczem hotelowym, gastronomicznym, rozrywkowym i żeglarskim oraz szeroką jak na tak niewielką miejscowość ofertą muzealną. Do atrakcji turystycznych wyspy należą:
- obelisk symbolizujący najdalej na południe wysunięty punkt Stanów Zjednoczonych;
- pełniący rolę muzeum dom Ernesta Hemingwaya;
- Muzeum Wraków;
- Key West Aquarium;
- bogate możliwości uprawiania sportów wodnych, w tym:
  - skutery wodne (jet ski);
  - żeglarstwo;
  - parasailing za łodzią motorową;
  - wędkarstwo morskie;
  - nurkowanie wśród raf koralowych.
- zespół hotelowych, jak i ogólnie dostępnych plaż nadatlantyckich;
- „Harry S. Truman Little White House” – letnia rezydencja prezydenta Harry’ego Trumana;
- nabrzeże Mallory Square jako doskonały punkt widokowy uroczych morskich zachodów słońca oraz miejsce różnego rodzaju pokazów;
- Flagler Station (końcowa stacja kolejowa niefunkcjonującej już linii kolejowej Flaglera, łączącej wyspę z kontynentem);
- bardzo duża liczba restauracji (w których menu, obok różnego rodzaju sałatek, dominują owoce morza – zwłaszcza krewetki i homary oraz kuchnia meksykańska), barów oraz lokali rozrywkowych – dyskotek i klubów dla dorosłych. Kulinarnym znakiem firmowym Key West jest jednak Key Lime Pie – lokalnie wytwarzany z limonek torcik na zimno o niepowtarzalnym smaku;
- trwające przez cały rok rozmaitego rodzaju wydarzenia kulturalne i rozrywkowe, wśród których największym i najbardziej znanym pozostaje odbywający się corocznie w październiku Fantasy Fest z dużą dozą alkoholu, nagości i erotyki. Na Fantasy Fest w ciągu roku przychodzi ok. 80 tys. osób;
- dużą atrakcją turystyczną jest urzekająca widokami US-1 – droga łącząca kontynentalną Florydę z wyspami archipelagu Florida Keys – na odcinku pomiędzy Key Largo i Key West, w tym zwłaszcza most Seven Miles Bridge, łączący wyspy Key Vaca i Little Duck Key;
- wyspa ta jest również mekką gejów i lesbijek, posiada wiele klubów i niepowtarzalnych sklepów oznaczonych tęczową flagą, a także organizacje społeczności homoseksualnej wraz z Key West Gay & Lesbian Museum;
- Mary O’Shea Glass Garden dysponuje kolekcją szklanych przedmiotów będących w kształcie m.in. zwierząt morskich[27]. Znajduje się w słynnym domu Donkey Milk House w dzielnicy Old Town w Key West;
- The Studios of Key West to pracownia artystyczna założona w 2006 roku, w budynku, w którym dawniej znajdowała się zbrojownia. W pracowni znajdują się: kilkanaście atelier, sala wystawowa i ogród rzeźb. Pracownia wciąż się rozwija, dzięki czemu wzrasta liczba atelier oraz są organizowane darmowe wykłady;
- Key West Contemporary Dance Company to organizacja zajmująca się organizacją występów tanecznych na terenie Key West. Składa się z zawodowych tancerzy, którzy występują na terenie całego Key West;
- Tennessee Williams Theatre to teatr znajdujący się na terenie Florida Keys Community College;
- Key West Literary Seminar to festiwal literacki organizowany każdego stycznia, na którym można zobaczyć takich artystów jak: Ian McEwan, Margaret Atwood, Billy Collins i Joyce Carol Oates;
- Key West Tropical Forest & Botanical Garden to arboretum i ogród botaniczny zawierający szereg okazałych drzew, znajdujący się na wyspie Stock Island;
- Nancy Forrester's Secret Garden to ogród o wielkości ok. 4000 m², swoim wyglądem przypominający bujny las tropikalny;
- The Key West Butterfly and Nature Conservatory to szklarnia otwarta w 2003 roku, w której znajduje się ogromne siedlisko motyli. Jego wielkość wynosi 460 m²[28];
- na molu White Street Pier znajduje się memoriał poświęcony ofiarom choroby AIDS;
- w muzeum Mel Fisher Maritime Museum znajdują się złoto, srebro i skarby znalezione we wrakach statków z całego świata;
- Key West Historic Seaport;
- w The Key West Lighthouse i Keeper's Quarters Museum można dowiedzieć się wielu informacji na temat tutejszej latarni, zbudowanej w 1847 roku;
- PrideFest to siedmiodniowy festyn organizowany przez Gay and Lesbian Community Center of Key West w pierwszym tygodniu czerwca.

## Media
Key West posiada kilka stacji telewizyjnych należących do grupy Miami-Fort Lauderdale Designated Market Area, których nadajniki znajdują się w Key West i Marathon. Są to: WSBS-TV, WGEN-TV, WEYW 19, WCAY-CD, W39AC, WMDF-LD i WKWT-LP. Comcast jest głównym dostawcą telewizji kablowej w Key West. DirecTV i Dish Network są jedynymi dostawcami kanałów z grupy Miami-Fort Lauderdale na terenie Key West.
Key West posiada 11 stacji radiowych FM, 4 stacje radiowe obcojęzyczne FM i 2 stacje radiowe AM. W stacji WEOW 92.7 są nadawane audycje popularnego w okolicy duetu Rude Girl & Molly Blue. W SUN 99.5 nadawane są audycje Hoebee oraz Miss Loretty. Island 107,1 FM to jedyna niezależna stacja FM nadająca w Key West, która gra utwory z gatunku alternatywnego rocka.
Florida Keys Keynoter i Key West Citizen to tabloidy wydawane na terenie hrabstwa Monroe. The Southernmost Flyer to militarna gazeta, której nowe numery, produkowane równocześnie z gazetą Citizen i wydawane przez Departament Spraw Publicznych Naval Air Station Key West, ukazują się co tydzień i są skierowane do lokalnej społeczności wojskowej. Key West the Newspaper (znany również jako The Blue Paper ze względu na jego kolorowy nagłówek) to lokalny tygodnik śledczy, stworzony w 1994 roku przez Dennisa Coopera i przejęty w 2013 roku Arnauda i Naję Girard, przez co obecnie jest wydawany w postaci cyfrowej.

### W kulturze masowej
W Key West nagrano kilka scen do filmu Zapomnieć o strachu z 1986 r., z Billym Crystalem i Gregorym Hinesem w rolach głównych.
W 1989 r. nagrane zostały tutaj sceny z filmu pt. Licencja na zabijanie pochodzącego z serii filmów o Jamesie Bondzie.
Na wyspie rozgrywała się również akcja serialu telewizyjnego wyprodukowanego w 1993 r. przez Fox Broadcasting Company pt. Key West.
W Key West rozgrywała się również akcja serialu pt. Drive.
Jeden z poziomów gry Out Run rozgrywa się w Key West.
W Key West rozgrywa się pierwszy etap gry pt. 18 Wheeler: American Pro Trucker.
Wiele utworów opowiada o Key West. Piosenką najbardziej związaną z Key West jest Margaritaville Jimmy’ego Buffetta – piosenka ta została napisana w Fort Myers na Florydzie, jednak stała się synonimem Key West z powodu przywiązania Jimmy’ego Buffetta do tego miasta; mimo to miasto nigdy nie wykorzystało tej piosenki w celach marketingowych.
John Mellencamp w 1996 r. wydał utwór pt. Key West Intermezzo, który dotarł do 14. miejsca w notowaniu Billboard Hot 100.
Elizabeth Bishop podczas pobytu w Key West napisała kilka wierszy związanych z jej doświadczeniami z tym miastem, m.in. A Norther – Key West (1962).

## Transport
U.S. Route 1 / Florida State Road A1A
Florida State Road 5

## Znane postacie związane z Key West

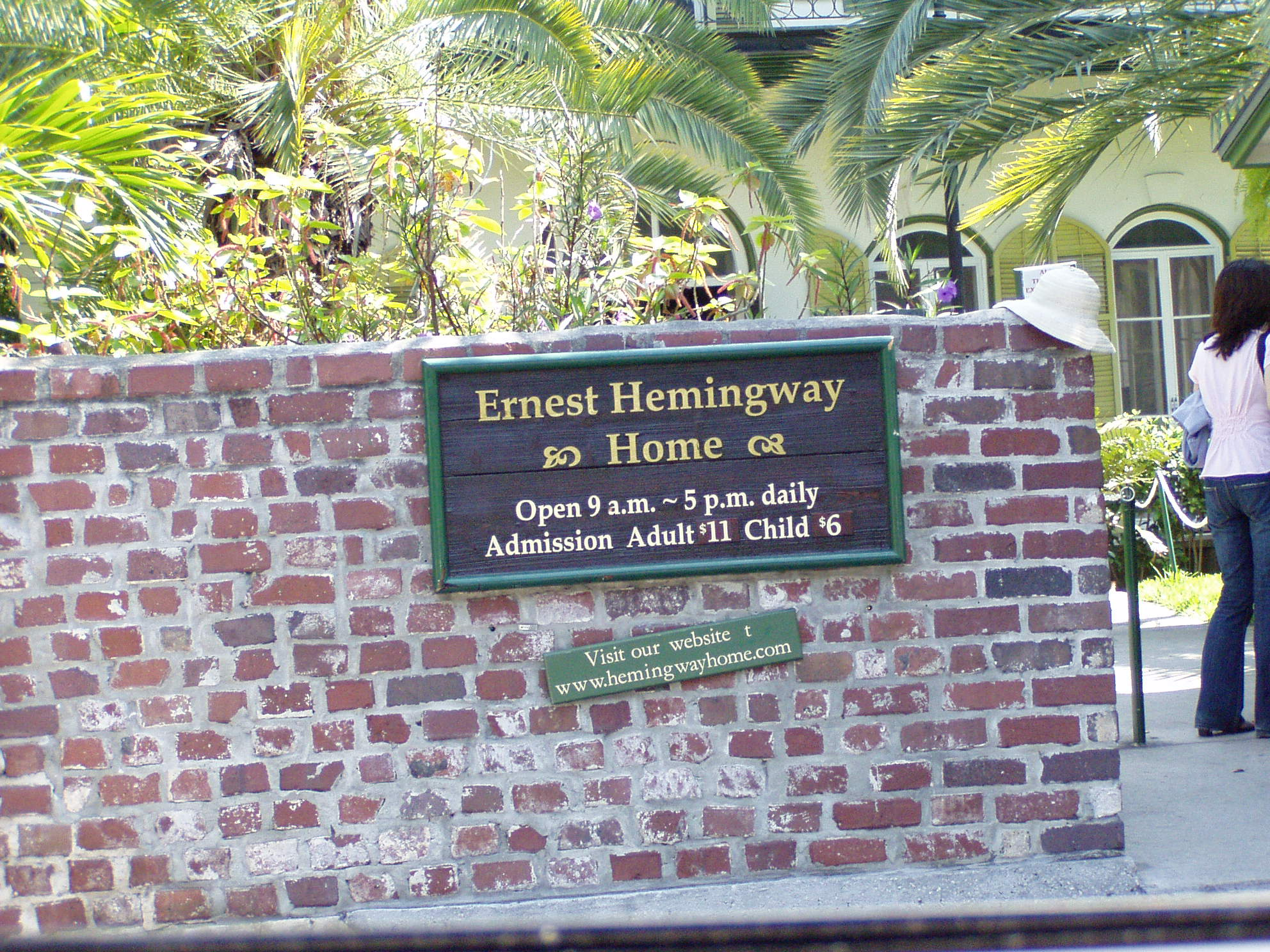
Fragment domu E. Hemingwaya przy 907 Whitehead Str

- Harry S. Truman – prezydent Stanów Zjednoczonych w latach (1945–1953)
- Tennessee Williams – amerykański pisarz
- Kelly McGillis – amerykańska aktorka filmowa, teatralna
- Dick Vermeil – były gracz i trener mistrzostw Super Bowl
- Vick Albury – miotacz grający w Major League Baseball
- Bronson Arroyo – gracz baseballu
- Jimmy Buffett – muzyk
- David Allan Coe – muzyk
- Stepin Fetchit – komik
- Mel Fisher – poszukiwacz skarbów
- Robert Fuller – aktor
- Khalil Greene – gracz Major League Baseball
- Calvin Klein – amerykański projektant mody
- Mike Leach – trener amerykańskiego footballu
- Stephen Mallory – amerykański polityk
- Amber McDonald – aktorka
- George Mira – były gracz amerykańskiego footballu
- John Patterson – były gracz Major League Baseball
- Boog Powell – były baseballista
- David Robinson – były koszykarz
- Shel Silverstein – pisarz
- Shane Spencer – były baseballista
- Randy Sterling – były baseballista
- John James Audubon – ornitolog
- John Dewey – filozof
- Stuart Woods – pisarz
- Poco – grupa muzyczna
- Judy Blume – amerykańska pisarka